# Direitos LGBT no mundo
Os Direitos LGBT no mundo variam de acordo com a cultura de cada país. Na atualidade existe uma enorme variedade no alcance das leis que afetam as pessoas do grupo LGBT no mundo. Essas diferenças nos direitos relativos a pessoas LGBT estiveram presentes ao longo da história das civilizações humanas, persistindo até aos tempos atuais. Desde países que criminalizam a homossexualidade com a pena de morte, tais como, a Arábia Saudita, a Mauritânia ou o Iêmen, até aqueles países que já legalizaram o casamento civil entre pessoas do mesmo gênero, como Países Baixos, Espanha ou Canadá.
As principais organizações mundiais de saúde, incluindo muitas da psicologia, não mais consideram a homossexualidade uma doença, distúrbio ou perversão. Desde 1973, a homossexualidade deixou de ser classificada como tal pela Associação Americana de Psiquiatria. Em 1975, a Associação Americana de Psicologia adotou o mesmo procedimento, deixando de considerar a homossexualidade como doença. No Brasil, em 1985, o Conselho Federal de Psicologia deixa de considerar a homossexualidade como um desvio sexual e, em 1999, estabelece regras para a atuação dos psicólogos em relação à questões de orientação sexual, declarando que "a homossexualidade não constitui doença, nem distúrbio e nem perversão" e que os psicólogos não colaborarão com eventos e serviços que proponham tratamento e cura da homossexualidade. No dia 17 de Maio de 1990, a Assembleia-geral da Organização Mundial de Saúde (sigla OMS) retirou a homossexualidade da sua lista de doenças mentais, a Classificação internacional de doenças (sigla CID). Por fim, em 1991, a Anistia Internacional passa a considerar a discriminação contra homossexuais uma violação aos direitos humanos. Em maio de 2019 a OMS aprovou a retirada da transexualidade da lista de transtornos mentais, enquadrando em uma nova CID que considera a transgeneridade/transsexualidade como uma questão de saúde sexual.
A reversão do entendimento da homossexualidade como uma doença mental para uma orientação sexual menos comum numericamente é certa, mas irreversível e identitária do ponto de vista antropológico, além de alguns estudos que revelam diferenças entre o cérebro de pessoas homossexuais e pessoas heterossexuais, foi crucial para que vários países pudessem rever as leis que puniam a homossexualidade, garantindo assim em alguns casos os mesmos direitos dos casais heterossexuais.

## História

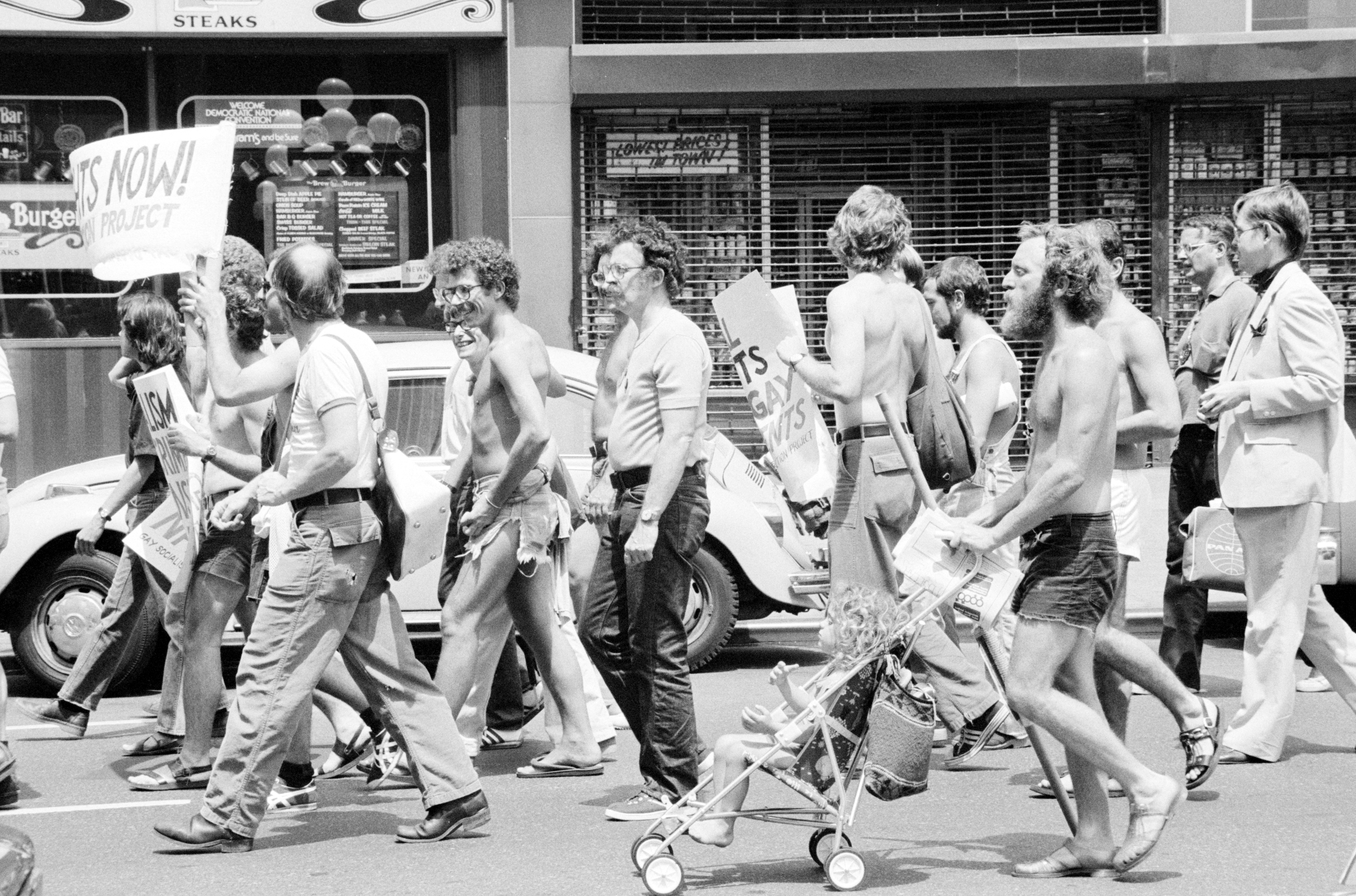
Protestos à favor dos direitos dos homossexuais em Nova Iorque, em 1976.

Os registros arqueológicos mais antigos onde interpreta-se uma conotação homoerótica apontam para 12000 a.C. Civilizações antigas do mediterrâneo (Europa Meridional) como a Mesopotâmia, o Egito antigo e a Grécia Helênica têm registros históricos de períodos onde a homossexualidade era retratada em cerâmica, escultura e pinturas. Entende-se que em vários períodos da história a homossexualidade era admitida em várias civilizações.
No Alcorão, se dois homens estão envolvidos em uma relação imoral, eles devem ser punidos, porém, se eles se arrependerem, devem ser deixados livres, porque Deus é misericordioso, e aceita o arrependimento dos que fazem o mal por ignorância.
Acredita-se que o primeiro código penal que punia a homossexualidade foi editado no império de Gengis Khan ao proibir a sodomia com a pena de morte. No ocidente, as primeiras edições de leis que puniam a sodomia datam de 1533 através da edição do código "Buggery Act" de 1533 pelo Rei Henrique VIII da Inglaterra e de alterações no Código Penal de Portugal, também em 1533, realizadas por influência da Inquisição. As leis que proibiam a sodomia, sobretudo nas relações homossexuais, passaram a ser editadas em vários países ocidentais. Considerando que tanto a Inglaterra, Portugal e Espanha eram grandes potências colonizadoras na época, as leis que proibiam as relações homossexuais também foram impostas em suas colônias, tal como verifica-se com a edição da Seção 377 do Código Penal Indiano, inspirada no código "Buggery Act" da Inglaterra. As civilizações pré-coloniais da América do Sul, colonizadas principalmente por portugueses e espanhóis também foram introduzidas aos novos costumes. No mesmo sentido, a Alemanha edita o Parágrafo 175 em 1871. Apesar de sucessivas tentativas de reverter o Parágrafo 175 em 1907 e 1929, ela acaba sendo mantida e posteriormente utilizada pelo nazismo para punir também os homossexuais. Após a queda do nazismo, os homossexuais condenados deixaram os campos de concentração, mas continuaram a cumprir as penas previstas pelo Parágrafo 175.
|  | Apoio    | Países que assinaram uma declaração da Assembleia Geral sobre os direitos LGBT e/ou apoiaram o Conselho de Direitos Humanos em sua resolução de 2011 sobre direitos LGBT (94 membros). |
|  | Oposição | Países que assinaram a declaração de 2008 contra os direitos LGBT (inicialmente 57 membros, agora 54 membros, na maior parte países de maioria islâmica).                              |
|  | Neutro   | Países que, no que respeita à ONU, não manifestaram apoio ou oposição oficial em relação aos direitos LGBT (46 membros).                                                               |

Direitos LGBT e as Nações Unidas

Num caminho semelhante de punir a homossexualidade, as teorias psicológicas vigentes na época passaram a privilegiar o entendimento de que a homossexualidade era uma doença mental. Vários métodos psiquiátricos de cura da "perversão" foram sugeridos, incluindo  a castração, a terapia de choque e a lobotomia. Nenhuma dessas técnicas, no entanto, teve o efeito pretendido. Sigmund Freud contribuiu para que a ideia se transformasse, embora considere-se fundamental os estudos de Alfred Kinsey (1948) para a revisão das teorias psicológicas vigentes na época. Os movimentos gays, por sua vez, começaram a desmascarar pressupostos errôneos sobre sua vida, seus sentimentos e ações. Um dos protestos pioneiros pelos direitos homossexuais foi realizado na cidade de Nova Iorque em 1976. Em 15 de dezembro de 1973, a American Psychiatric Association já havia retirado a homossexualidade da lista de distúrbios mentais. A partir daí, os entendimentos passaram a abordar a ótica do que se considerava patológico e provocado pelo homossexualismo era fruto do estigma social, que não permitia aos gays estabelecerem sua identidade pessoal e social, ou seja, a neurose podia acometê-los tanto quanto aos heterossexuais. A exclusão da homossexualidade como doença mental foi revista pela Organização Mundial de Saúde (OMS) apenas em no dia 17 de maio de 1990 e ratificada em 1992.
A reversão do entendimento da homossexualidade como uma doença mental para um comportamento sexual possível entre seres humanos foi fundamental para que vários países pudessem rever as leis que puniam a homossexualidade, garantindo em alguns casos os mesmos direitos auferidos aos heterossexuais.

### Origem da proibição das relações homossexuais
Considerando que várias civilizações antigas admitiam a homossexualidade em suas culturas fica pouco claro porque a homossexualidade e a transgeneridade foram tão proibidas no mundo ocidental entre os séculos XV e XX. Uma das tentativas de explicação remetem a um crescimento populacional forçado. O intuito das leis que proibiam a sodomia durante o império de Gengis Khan parecem ter uma estratégia objetiva: aumentar rapidamente o exército de combatentes mongóis a fim de enfrentar o Império da China. De forma semelhante as leis que proibiam a sodomia no ocidente a partir do século XV parecem se fundamentar no mesmo princípio: incentivar o crescimento populacional a fim de colonizar as novas terras, recém descobertas. Nessa teoria a condenação moral e mediante leis de direito, regem-se apenas através de interesses de dominância entre povos, forçando um crescimento populacional através do artifício de proibições da sodomia e de relações homossexuais.

## Complexidade dos direitos LGBT
A questão dos direitos LGBT no mundo é complexa: ela está amarrada à cultura e à história de cada país que têm leis divergentes sobre o assunto. No Brasil, as relações homossexuais foram proibidas entre 1533 e 1830. Contudo, a questão da transexualidade permaneceu obscura por muitos anos além, evoluindo significativamente apenas nos últimos 30 anos. Segundo COUTO (1999), a primeira cirurgia, que prefere chamar de adequação sexual, realizada no Brasil foi em 1971 pelo Dr. Roberto Farina. O custo desse pioneirismo foram dois processos, um criminal e outro no Conselho Federal de Medicina. O médico foi considerado culpado nos dois processos. No Irã, em contra partida, as relações homossexuais continuam a ser proibidas e puníveis com a pena de morte ao mesmo tempo em que transexuais são assistidos gratuitamente na realização de operações de mudança de sexo graças a um fatwa (decreto religioso) emitido vinte anos antes pelo aiatolá Khomeini. No Irã muitos homossexuais não transexuais realizam a cirurgia para escapar das punições aos homossexuais; no Brasil, algumas transexuais como Roberta Close realizaram cirurgias no exterior pois essas cirurgias eram proibidas no país na década de 1970. Esses exemplos mostram o quanto é complexa a questão dos direitos homossexuais no mundo e o quanto as leis rígidas de um lado e permitidas de outro lado.

## Principais direitos reivindicados
| Homossexualidade ilegal:                                                                 |
| Pena de morte                                                                            |
| Prisão; pena de morte não posta em prática                                               |
| Morte sob milícias                                                                       |
| Prisão, com encarceramento ou detenção                                                   |
| Prisão, mas não posto em prática1                                                        |
| Homossexualidade legal:                                                                  |
| Casamento igualitário                                                                    |
| Reconhecimento de casamentos feitos em outras jurisdições                                |
| Reconhecimento limitado (de residentes estrangeiros)                                     |
| Sem reconhecimento legal, mas algumas instituições oferecem certificação não vinculativa |
| Reconhecimento de uniões:                                                                |
| União civil                                                                              |
| Coabitação não registrada                                                                |
| Nenhum                                                                                   |
| Restrições à liberdade de expressão                                                      |

Os direitos reivindicados variam de país para país e mesmo entre segmentos das comunidades LGBT. Nos países que preveem a pena de morte para as relações homossexuais é natural que os defensores dos direitos LGBT desses países busquem uma revisão na rigidez das penas aplicáveis para as relações homossexuais. Do mesmo modo, gays de alguns países podem estar mais propensos a defender direitos civis, como o direito ao casamento e à sucessão de bens, enquanto travestis podem estar mais propensas a defender direitos de tratamentos hormonais e cirúrgicos, e transexuais propensas a defender os direitos de assistência de cirurgias de redesignação de sexo, mudança do nome e sexo nos registros civis. Concatenando essas reivindicações de direitos, destacam-se, portanto:
- O direito à vida, independente de orientação sexual, identidade de gênero e identidade sexual, etc.
- O direito à integridade social, refutando todas as formas de preconceito, entre heterossexuais, gays, lésbicas, travestis, transexuais, transgêneros, etc.
- Os direitos civis, incluindo o direito ao casamento civil e à união estável entre pessoas do mesmo sexo, refletindo nos direitos de pensão, sucessão de bens, adoção de filhos, etc., garantidos aos casais heterossexuais.
- O direito de tratamento médico, onde travestis e transexuais buscam ser atendidas pelos órgãos de saúde públicos para realizar as mudanças hormonais e/ou cirúrgicas que condizem com as suas identidades.
- O direito de revisão do nome e sexo nos registros civis para transexuais.

### Casamento Civil
No Brasil, o Casamento entre pessoas do mesmo sexo era considerado como ato jurídico inexistente até meados de 2011, mesmo se realizado num país que o reconhecia. Com a decisão do STF sobre a união estável entre homossexuais e a edição da Resolução nº 175 de 14 de maio de 2013, do Conselho Nacional de Justiça, o casamento tornou-se válido em todo o país. Todavia, não há, atualmente, nenhuma lei ou norma constitucional que a garanta o exercício de tal direito.
Em Portugal, desde 2010, o casamento entre pessoas do mesmo sexo é permitido, assim como adoção de crianças por casais do mesmo sexo desde 2016.

## Direitos dos homossexuais por país ou território

### África

#### África Setentrional
| Direitos LGBT em: | Atos homossexuais são legais? | Reconhecimento de relacionamentos entre pessoas do mesmo sexo | Casamento entre pessoas do mesmo sexo                       | Adoção por pessoas do mesmo sexo | Permite que homossexuais assumidos sirvam às forças armadas? | Anti-discriminação (orientação sexual) | Leis sobre identidade de gênero/expressão                                      |
| --- | --- | ------------------------------------------------------------- | ----------------------------------------------------------- | -------------------------------- | ------------------------------------------------------------ | --- | ------------------------------------------------------------------------------ |
| Argélia | Ilegal desde 1966 (Penalidade: até 3 anos de prisão com multas de até 10.000 dinares argelinos. Tortura, espancamentos e/ou execução vigiada). (O Artigo 338 do "Código Penal Argelino" diz que "qualquer pessoa culpada de um ato homossexual deve ser punida com pena de prisão entre dois meses e três anos, além de multa de 500 até 10.000 dinares argelinos." A lei foi regulamentada pelo Decreto 66-156, de 8 de junho de 1966).                                   | No                                                            | No                                                          | No                               | No                                                           | Restrição à liberdade de expressão: A posse, difusão ou exibição de qualquer coisa contrária à "decência" é penalizada. A “exposição indecente de ato contra a natureza” constitui crime agravado contra os bons costumes. Restrição de associação: A Lei das Associações dá ao governo ampla discrição para recusar o registro de uma associação com um objeto que seja contrário às "boas maneiras". | No                                                                             |
| Ceuta (Cidade autônoma do Reino de Espanha)                                                                              | Legal desde 1979 + Ass. decl. ONU | União de facto desde 1998                                     | Legal desde 2005                                            | Legal desde 2005                 | Espanha é responsável pela defesa.                           | Proíbe toda discriminação baseada na orientação sexual. | Desde 2007, todos os documentos podem ser alterados para o gênero reconhecido. |
| Egito (Parte do país, a Península do Sinai, está localizada na Ásia, região do Oriente Médio).                           | / Legal de jure; Ilegal de facto. (Penalidade: até 17 anos de reclusão, com ou sem trabalho forçado e/ou com multas, de acordo com as leis de moralidade amplamente redigidas). A prática de atos sexuais consentidos entre pessoas adultas do mesmo sexo em locais privados não é proibida por lei. No entanto, a "Lei de Combate à Prostituição e vários artigos do Código Penal Egípcio" têm sido usados contra pessoas LGBT nos últimos anos, a exemplo do Artigo 278. | No                                                            | No                                                          | No                               | No                                                           | Restrição à liberdade de expressão: Indivíduos foram processados por expressarem publicamente seu apoio às comunidades LGBT. O "Cyber Crimes Act" criminaliza a publicação de conteúdo on-line que ameace os valores da sociedade e da família. Todas as formas de apoio à comunidade LGBT na mídia são proibidas. Restrição de associação: Associações, "qualquer atividade que resulta na desestabilização da unidade nacional, a segurança nacional, a ordem pública e moral pública" são proibidos.                      | No                                                                             |
| Ilhas Canárias (Comunidade autônoma do Reino de Espanha)                                                                 | Legal desde 1979 + Ass. decl. ONU | União de facto desde 2003                                     | Legal desde 2005                                            | Legal desde 2005                 | Espanha é responsável pela defesa.                           | Proíbe toda discriminação baseada na orientação sexual. | Desde 2007, todos os documentos podem ser alterados para o gênero reconhecido. |
| Líbia | Ilegal (Penalidade: Multa e/ou até 4 anos de reclusão ou pena de morte). (De facto, a Lei Islâmica Xaria é aplicada. De jure não especificamente fora da lei). | No                                                            | No                                                          | No                               | No                                                           | Restrição à liberdade de expressão: O artigo 421 do Código Penal refere-se à distribuição de “artigos de natureza indecente”. Restrição de associação: Vários artigos da "Lei das associações e fundações sem fins lucrativos" podem tornar virtualmente impossível o registro de uma organização da sociedade civil que trabalhe em questões relacionadas à orientação sexual. | No                                                                             |
| Madeira (Região autônoma de Portugal)                                                                                    | Legal desde 1983 + Ass. decl. ONU | União de facto desde 2001                                     | Legal desde 2010                                            | Legal desde 2016                 | Portugal é responsável pela defesa.                          | Proíbe toda discriminação baseada na orientação sexual. | Desde 2011, todos os documentos podem ser alterados para o gênero reconhecido. |
| Marrocos | Ilegal desde 1962 (Penalidade: de 6 meses a 3 anos de reclusão). Legalização proposta. | No                                                            | No                                                          | No                               | No                                                           | Restrição à liberdade de expressão: Atos ou gestos de obscenidade e indecência pública são penalizados. Em 2015, dois homens foram processados ao abrigo desta lei por beijarem em público como um ato de protesto. Restrição de associação: Proíbe as associações de envolverem-se em atividades que: "violem as leis ou a moral pública" ou "ofendam o Islã". | No                                                                             |
| Melilha (Cidade autônoma do Reino de Espanha)                                                                            | Legal desde 1979 + Ass. decl. ONU | União de facto desde 2008                                     | Legal desde 2005                                            | Legal desde 2005                 | Espanha é responsável pela defesa.                           | Proíbe toda discriminação baseada na orientação sexual. | Desde 2007, todos os documentos podem ser alterados para o gênero reconhecido. |
| Saara Ocidental República Árabe Saariana Democrática (Território disputado com o Marrocos, exclui-se províncias do sul). | Ilegal desde 1944 (Como parte do Saara Espanhol). (Penalidade: Até 3 anos de reclusão). | No                                                            | No                                                          | No                               | No                                                           | No | No                                                                             |
| Sudão | Ilegal desde 1899 (Como parte do Sudão Anglo-egípcio). (Penalidade: até 7 anos de reclusão. Em caso de terceira condenação, prisão perpétua). Até 2020, a pena de morte era mantida para atos sexuais entre pessoas do mesmo sexo. A Lei 12 de 2020 modificou várias seções do Artigo 148 para eliminar a execução e o açoitamento como punições para tais ações. | No                                                            | No                                                          | No                               | No                                                           | Restrição à liberdade de expressão: A elaboração, representação, posse ou difusão de qualquer material contrário à moral pública é considerada crime. A "National Telecommunications Corporation (NTC)" bloqueia sites considerados "ofensivos à moral pública". Restrição de associação: A criminalização de atos sexuais consensuais entre pessoas do mesmo sexo com um processo de registro rigoroso, torna altamente improvável que uma organização trabalhe com questões relacionadas ao registro de orientação sexual. | No                                                                             |
| Sudão do Sul | Ilegal desde 1899 (Como parte do Sudão Anglo-egípcio) (Penalidade: até 10 anos de reclusão). | No                                                            | Proibido constitucionalmente desde à independência em 2011. | No                               | No                                                           | No | Formas de expressão de gênero são criminalizadas.                              |
| Tunísia | Ilegal desde 1913 (Como parte do Protetorado Francês da Tunísia) (Penalidade: multa e/ou até 3 anos de reclusão). Legalização proposta. | No                                                            | No                                                          | No                               | No                                                           | Restrição à liberdade de expressão: Qualquer ato que atraia publicamente a oportunidade de cometer devassidão por meio de qualquer forma de escrita, gravação de áudio ou visual é penalizado. | No                                                                             |

#### África Ocidental
| Direitos LGBT em:                                                               | Atos homossexuais são legais? | Reconhecimento de relacionamentos entre pessoas do mesmo sexo | Casamento entre pessoas do mesmo sexo | Adoção por pessoas do mesmo sexo | Permite que homossexuais assumidos sirvam às forças armadas? | Anti-discriminação (orientação sexual) | Leis sobre identidade de gênero/expressão                                    |
| ------------------------------------------------------------------------------- | --- | ------------------------------------------------------------- | --- | -------------------------------- | ------------------------------------------------------------ | --- | ---------------------------------------------------------------------------- |
| Benim                                                                           | Legal constitucionalmente desde 2009 (No país, nunca existiram leis contra a atividade sexual entre pessoas do mesmo sexo). Discrepância na idade de consentimento. | No                                                            | No | No                               | Sem dados                                                    | No | Sem dados                                                                    |
| Burquina Fasso                                                                  | Legal desde à independência em 1960. (No país, nunca existiram leis contra a atividade sexual entre pessoas do mesmo sexo). | No                                                            | Proibido constitucionalmente em 1991. | No                               | No                                                           | Restrição de Associação: A lei sobre a liberdade de associação permite que as autoridades rejeitem o registro de grupos que sejam baseados em uma causa ou objeto "ilegal, contrário à lei ou à moral". | No                                                                           |
| Cabo Verde                                                                      | Legal desde 2004 + Ass. decl. ONU | No                                                            | No | No                               | Sem dados                                                    | Proibição de discriminação no emprego com base na orientação sexual. Proteção contra crimes de ódio motivados pela orientação sexual e identidade de gênero. | Sem dados                                                                    |
| Costa do Marfim                                                                 | Legal desde à independência em 1960. (No país, nunca existiram leis contra a atividade sexual entre pessoas do mesmo sexo). Discrepância na idade de consentimento. | No                                                            | No | No                               | Sem dados                                                    | No | Sem dados                                                                    |
| Gâmbia                                                                          | Ilegal desde 1888 (Como Colônia e Protetorado da Gâmbia). (Penalidade: Prisão perpétua). | No                                                            | No | No                               | No                                                           | No | Formas de expressão de gênero são criminalizadas desde 2013.                 |
| Gana                                                                            | Masculino ilegal desde 1860 (Como Costa do Ouro). (Penalidade: até 3 anos de reclusão em atos consensuais). Feminino sempre foi legal | No                                                            | No | No                               | No                                                           | No | No                                                                           |
| Guiné                                                                           | Ilegal desde 1988 (Penalidade: de 6 meses a 10 anos de reclusão). | No                                                            | No | No                               | No                                                           | No | No                                                                           |
| Guiné-Bissau                                                                    | Legal desde 1993 + Ass. decl. ONU. | No                                                            | No | No                               | Sem dados                                                    | No | Sem dados                                                                    |
| Libéria                                                                         | Ilegal desde 1976 (Penalidade: multa e/ou 1 ano de reclusão). | No                                                            | No | No                               | No                                                           | No | No                                                                           |
| Mali                                                                            | Legal desde 1961. (No país, nunca existiram leis contra a atividade sexual entre pessoas do mesmo sexo). | No                                                            | No | No                               | Sem dados                                                    | Restrição de Associação: A "Lei das Associações" proíbe o reconhecimento de associações, cujo objetivo seja contrário à lei e à moral. | Sem dados                                                                    |
| Mauritânia                                                                      | Ilegal (Penalidade: Pena de morte para homens). (não aplicada). Para mulheres: multa e/ou prisão. (Ao abrigo da Lei Islâmica Xaria). | No                                                            | No | No                               | No                                                           | Restrição de Associação: A "Lei das Associações" limita a liberdade de participação nas atividades, salvo autorização prévia do Ministério do Interior. As autoridades locais rejeitaram um pedido de reconhecimento oficial da Associação de Solidariedade Nouakchott, o único grupo LGBT do país. | No                                                                           |
| Níger                                                                           | Legal desde 1961 (No país, nunca existiram leis contra a atividade sexual entre pessoas do mesmo sexo). Discrepância na idade de consentimento. | No                                                            | No | No                               | Sem dados                                                    | No | Sem dados                                                                    |
| Nigéria                                                                         | Masculino ilegal desde 1901 Feminino legal em áreas que não estão sob à Lei Islâmica da Xaria. (Penalidade: Em áreas sob à legislação proveniente da Xaria: Pena de morte para homens e até 50 chicotadas e 6 meses de reclusão para mulheres). (Para homens em áreas que não estão sob à Xaria, penalidade: até 14 anos de reclusão). | No                                                            | A "Lei de Proibição do Casamento entre Pessoas do Mesmo Sexo" criminaliza todas as formas de união entre pessoas do mesmo sexo. (desde 2014). | No                               | No                                                           | Restrição à liberdade de expressão: A pessoa que “direta ou indiretamente tornar pública uma demonstração de relações amorosas entre pessoas do mesmo sexo”, pode receber uma pena de prisão de até 10 anos. Restrição de Associação: É proibido: "registro de clubes, sociedades e organizações gays, sustento, manifestações e reuniões". Uma pena de reclusão de 10 anos é imposta a qualquer pessoa que "se registre, opere ou participe de clubes ou organizações gays" ou que "apoie" as atividades de tais organizações. | Formas de expressão de gênero são criminalizadas nas províncias sob à Xaria. |
| Santa Helena, Ascensão e Tristão da Cunha (Territórios Ultramarinos Britânicos) | Legal desde 2001 + Ass. decl. ONU. | Legal desde 2017                                              | Legal desde 2017 | Legal desde 2017                 | Reino Unido responsável pela defesa.                         | Proíbe toda discriminação baseada na orientação sexual. | Yes                                                                          |
| Senegal                                                                         | Ilegal desde 1966 (Penalidade: de 1 mês a 5 anos de reclusão) | No                                                            | No | No                               | No                                                           | Restrição de Associação: "Prudence" é a única ONG que trabalha com questões de orientação sexual, que foi registrada em seu estatuto com linguagem explícita sobre minorias sexuais. No entanto, eles hesitam em renovar seu registro, temendo que ele possa ser rescindido, quando eles reenviarem seus documentos ao governo. | No                                                                           |
| Serra Leoa                                                                      | Masculino ilegal desde 1861 (Como Colônia e Protetorado de Serra Leoa). (Penalidade: O Artigo 61 do "Ato de Crimes contra a Pessoa", criminaliza a sodomia e a bestialidade com uma pena de prisão perpétua) Feminino sempre foi legal + Ass. decl. ONU                                                                                | No                                                            | No | No                               | No                                                           | No | No                                                                           |
| Togo                                                                            | Ilegal desde 1884 (Como Togolândia). (Penalidade: multa e/ou 3 anos de reclusão). | No                                                            | No | No                               | No                                                           | Restrição à liberdade de expressão: A publicação e distribuição de materiais "contra à moral pública" e "decência", são penalizadas. Os crimes contra a moralidade incluem "atos não naturais" com uma pessoa do mesmo sexo. | No                                                                           |

#### África Central
| Direitos LGBT em:                         | Atos homossexuais são legais? | Reconhecimento de relacionamentos entre pessoas do mesmo sexo | Casamento entre pessoas do mesmo sexo | Adoção por pessoas do mesmo sexo | Permite que homossexuais assumidos sirvam às forças armadas? | Anti-discriminação (orientação sexual) | Leis sobre identidade de gênero/expressão |
| ----------------------------------------- | --- | ------------------------------------------------------------- | ------------------------------------- | -------------------------------- | ------------------------------------------------------------ | --- | ----------------------------------------- |
| Camarões                                  | Ilegal desde 1972 (Penalidade: de multa a 5 anos de reclusão ou execução sob vigilância e tortura). (O "Código Penal Camaronês", aprovado entre 1965 e 1967 e alterado em 1972, prevê no Artigo 72: "Quem tem relações sexuais com uma pessoa do mesmo sexo é punido com pena de prisão de seis meses a 5 anos e/ou multa de 20.000 a 200.000 francos". Pode haver execução sob vigilância e tortura). | No                                                            | No                                    | No                               | No                                                           | Restrição à liberdade de expressão: A comunicação eletrônica entre pessoas do mesmo sexo para fins sexuais é criminalizada. As penalidades aumentam quando a comunicação é seguida de relação sexual. A expressão pública de qualquer discurso imoral, bem como chamar a atenção do público para qualquer ocasião de imoralidade, é considerado crime. Restrição de Associação: A lei que rege as ONGs exige um objetivo de "interesse público". Diferentes grupos LGBT relataram que enfrentam obstáculos no processo de obtenção do reconhecimento legal. | No                                        |
| Chade                                     | Ilegal desde 2017 (Penalidade: de 3 meses a 2 anos de reclusão, com multas de 50.000 a 500.000 Francos CFA). (Código Penal, Capítulo 2, Artigo 354) | No                                                            | No                                    | No                               | No                                                           | / Proteção com penas agravadas contra o crime de estupro cometido com base na orientação sexual da vítima. | No                                        |
| Gabão                                     | Legal desde 2020 + Ass. decl. ONU | No                                                            | No                                    | No                               | Sem dados                                                    | No | Sem dados                                 |
| Guiné Equatorial                          | Legal desde 1963 (No país, nunca existiram leis contra a atividade sexual entre pessoas do mesmo sexo). | No                                                            | No                                    | No                               | Sem dados                                                    | No | Sem dados                                 |
| República Centro-Africana                 | Legal desde 1961 (No país, nunca existiram leis contra a atividade sexual entre pessoas do mesmo sexo). + Ass. decl. ONU | No                                                            | Proibição constitucional desde 2016.  | No                               | Sem dados                                                    | No | Sem dados                                 |
| República do Congo                        | Legal desde 1940. (No país, nunca existiram leis contra a atividade sexual entre pessoas do mesmo sexo). Discrepância na idade de consentimento. | No                                                            | No                                    | No                               | Sem dados                                                    | No | Sem dados                                 |
| República Democrática do Congo (ex-Zaire) | Legal desde 1940 (No país, nunca existiram leis contra a atividade sexual entre pessoas do mesmo sexo). | No                                                            | Proibição constitucional desde 2005.  | No                               | Sem dados                                                    | Restrição de Associação: De acordo com uma apresentação conjunta de seis organizações à "Revisão Periódica Universal" de 2017, o registro é negado quando a referência à pessoas LGBT é feita nos estatutos. | Sem dados                                 |
| São Tomé e Príncipe                       | Legal desde 2012 + Ass. decl. ONU | No                                                            | No                                    | No                               | Sem dados                                                    | Proibição de discriminação no emprego com base na orientação sexual; Proteção contra crimes de ódio motivados pela orientação sexual. | Sem dados                                 |

#### África Oriental
| Direitos LGBT em:                                                                 | Atos homossexuais são legais? | Reconhecimento de relacionamentos entre pessoas do mesmo sexo | Casamento entre pessoas do mesmo sexo | Adoção por pessoas do mesmo sexo | Permite que homossexuais assumidos sirvam às forças armadas? | Anti-discriminação (orientação sexual) | Leis sobre identidade de gênero/expressão                                                                                              |
| --------------------------------------------------------------------------------- | --- | ------------------------------------------------------------- | ------------------------------------- | -------------------------------- | ------------------------------------------------------------ | --- | --- |
| Burundi                                                                           | Ilegal desde 2009 (Penalidade: multa e/ou 3 meses a 2 anos de reclusão). (A Lei nº 1/05 de 22 de abril de 2009, relativo à revisão do Código Penal, estabeleceu o seguinte: Artigo 567 - "Quem tem relações sexuais com alguém do mesmo sexo, é punido com pena de prisão de três meses a dois anos e multa de 50.000 a 100.000 francos Burundianos").                                           | No                                                            | Proibição constitucional desde 2005.  | No                               | No                                                           | Restrição de associação: O Decreto-Lei n.º 1/11 permite às autoridades rejeitarem o registo quando o objeto da associação for contrário à lei, ordem pública ou moral. | No |
| Comores                                                                           | Ilegal (Penalidade: multa e/ou até 5 anos de reclusão). (De acordo com o Artigo 138 do Código Penal das Comores: "Quem cometer um ato contra a sua natureza ou com uma pessoa do mesmo sexo será punido com pena de prisão entre um e cinco anos e multa de 50.000 a 1.000.000 de francos comorianos. Se o ato for cometido com uma pessoa menor de idade, a pena máxima será sempre aplicada"). | No                                                            | No                                    | No                               | No                                                           | No | No |
| Djibuti                                                                           | Legal desde 1995 (No país, nunca existiram leis contra a atividade sexual entre pessoas do mesmo sexo). | No                                                            | No                                    | No                               | Sem dados                                                    | No | Sem dados |
| Eritreia                                                                          | Ilegal (Penalidade: reclusão de até 3 anos ou morte por espancamentos e tortura também são tolerados). (De acordo com o Artigo 600, do Código Penal de 1957, vigente no país, "Todo aquele que executa com outra pessoa do mesmo sexo um ato correspondente ao ato sexual, ou qualquer outro ato indecente, é punível com prisão simples, que consiste entre 10 dias a três anos").              | No                                                            | No                                    | No                               | No                                                           | No | No |
| Etiópia                                                                           | Ilegal (Penalidade: até 5 anos de reclusão) | No                                                            | No                                    | No                               | No                                                           | Restrição de associação: A posse ou disseminação de material manifestamente indecente, incluindo informações sobre como adquiri-lo, é criminalizada. Uma grande variedade de sites está bloqueada, incluindo sites de grupos e organizações LGBT. | No |
| Madagáscar                                                                        | Legal desde à independência em 1960 (No país, nunca existiram leis contra a atividade sexual entre pessoas do mesmo sexo). Discrepância na idade de consentimento. | No                                                            | No                                    | No                               | Sem dados                                                    | No | Sem dados |
| Maiote (Região ultramarina da França)                                             | Legal (Na região, nunca existiram leis contra a atividade sexual entre pessoas do mesmo sexo). + Ass. decl. ONU | Pacto civil de solidariedade desde 1999.                      | Legal desde 2013                      | Legal desde 2013                 | França é responsável pela defesa.                            | Proíbe toda discriminação com base na orientação sexual. | Sob à lei francesa. |
| Malawi                                                                            | Ilegal desde 1891 (Como Protetorado da África Central Britânica). (Penalidade: Reclusão de até 14 anos, com ou sem punição corporal, para homens. Para mulheres, até 5 anos de reclusão). Lei suspensa desde 2014, em revisão sobre sua constitucionalidade. | No                                                            | No                                    | No                               | No                                                           | Restrição de associação: Organizações que trabalham com questões LGBT foram capazes de obter status legal após escolherem estrategicamente se registrar como uma “organização de direitos humanos” e usar nomes não descritivos para evitar escrutínio adicional. | / Mudança de nome e sexo registrado nominalmente possível sob requisitos pouco claros. (lei não específica para pessoas transgênero).  |
| Maurícia                                                                          | Masculino ilegal (Penalidade: até 5 anos de reclusão) Feminino sempre foi legal + Ass. decl. ONU Debate nacional sobre revogação da lei. | No                                                            | No                                    | No                               | Sem forças armadas                                           | Pune algumas discriminações antigays | No |
| Moçambique                                                                        | Legal desde 2015 | No                                                            | No                                    | No                               | No                                                           | Proibição de discriminação no emprego com base na orientação sexual. (desde 2007) | / Mudança de nome e sexo registrado nominalmente, possível sob requisitos pouco claros. (lei não específica para pessoas transgênero). |
| Quênia                                                                            | Ilegal desde 1897 (Como Protetorado da África Oriental). (Penalidade: até 14 anos de reclusão) | No                                                            | Proibição constitucional desde 2010.  | No                               | No                                                           | Restrição à liberdade de expressão: A "Lei do Cinema e do Teatro" restringe a exibição de filmes de acordo com as "Diretrizes do Conselho de Classificação de Filmes do Quênia." Segundo esse critério, filmes com temas que “reforcem o estilo de vida homossexual” têm restrição de idade para maiores de 18 anos ou são proibidos. | / Mudança da razão social. A mudança de sexo registrado é possível sob requisitos pouco claros, requer permissão judicial.             |
| Reunião (Departamento ultramarino da França)                                      | Legal desde 1791 + Ass. decl. ONU | Pacto civil de solidariedade desde 1999.                      | Legal desde 2013                      | Legal desde 2013                 | França é responsável pela defesa.                            | Proíbe toda discriminação com base na orientação sexual. | Sob à lei francesa. |
| Ruanda                                                                            | Legal desde 1980 (No país, nunca existiram leis contra a atividade sexual entre pessoas do mesmo sexo). + Ass. decl. ONU | No                                                            | Proibição constitucional desde 2003.  | No                               | Sem dados                                                    | No | Sem dados |
| Seicheles                                                                         | Legal desde 2016 + Ass. decl. ONU | No                                                            | No                                    | No                               | Sem dados                                                    | Proíbe alguma discriminação antigays. | Sem dados |
| Somália                                                                           | Ilegal (Penalidade: Pena de morte em locais sob à Lei Islâmica da Xaria. Em demais locais, reclusão de até 3 anos). | No                                                            | No                                    | No                               | No                                                           | Restrição à liberdade de expressão: O Código Penal proíbe a prática de qualquer ato obsceno, bem como a venda, distribuição e exibição de qualquer objeto obsceno. A lei considera atos e objetos obscenos quando, na opinião geral, são ofensivos ao pudor. O artigo que criminaliza os atos homossexuais faz parte do mesmo capítulo sobre crimes contra o recato. Restrição de associação: A lei exige que as ONGs tenham o dever de "respeitar a cultura e as crenças do povo" e são proibidas de participar de qualquer atividade que viole as leis do país. | No |
| Somalilândia (Território disputado com o governo central de Mogadíscio – Somália) | Ilegal desde 1941 (Como Somalilândia Britânica) (Penalidade: até 3 anos de reclusão, em alguns casos, pena de morte). | No                                                            | No                                    | No                               | No                                                           | No | No |
| Tanzânia                                                                          | Ilegal desde 1864 (Apenas em Zanzibar) (Penalidade: para homens reclusão de até 25 anos e de até 5 anos ou multa para mulheres). Ilegal desde 1899 (Parte continental) (Penalidade: Prisão perpétua. Execuções, espancamentos e tortura sob vigilância, também são tolerados). | No                                                            | No                                    | No                               | No                                                           | / Em março de 2018, o Governo da Tanzânia publicou os "Regulamentos das Comunicações Eletrônicas e Postais" (Conteúdo Online), que proíbem a postagem de discurso de ódio com base na orientação sexual. Restrição à liberdade de expressão: O Código Penal estipula que materiais que tendem a "corromper a moral" não podem ser distribuídos, vendidos ou exibidos. | Mudança de nome e gênero de registro não é permitida.                                                                                  |
| Terras Austrais e Antárticas Francesas (Território ultramarino da França)         | Legal (No território, nunca existiram leis contra a atividade sexual entre pessoas do mesmo sexo). | Pacto civil de solidariedade desde 1999.                      | Legal desde 2013                      | Legal desde 2013                 | França é responsável pela defesa.                            | Proíbe toda discriminação com base na orientação sexual. | Sob à lei francesa. |
| Uganda                                                                            | Masculino ilegal desde 1894 Feminino ilegal desde 2000 (Penalidade: Prisão perpétua. Execuções, espancamentos e tortura sob vigilância, também são comuns) | No                                                            | Proibição constitucional desde 2005.  | No                               | No                                                           | Restrição à liberdade de expressão: Em 2017, o "Conselho de Mídia" proibiu um filme holandês por "glorificar a homossexualidade". Em 2004, o "Broadcasting Council" multou uma estação de rádio por hospedar gays durante um talk show ao vivo, alegando que era "contrário à moral pública". Restrição de associação: O pedido de registo do grupo "Sexual Minorities Uganda (SMUG)" foi rejeitado porque o seu nome e os seus objectivos eram "inaceitáveis" e as relações homossexuais são proibidas.                                                          | Mudança de nome e gênero de registro não é permitida.                                                                                  |

#### África Meridional
| Direitos LGBT em: | Atos homossexuais são legais?                                                                                     | Reconhecimento de relacionamentos entre pessoas do mesmo sexo | Casamento entre pessoas do mesmo sexo                                                                             | Adoção por pessoas do mesmo sexo | Permite que homossexuais assumidos sirvam às forças armadas? | Anti-discriminação (orientação sexual) | Leis sobre identidade de gênero/expressão |
| ----------------- | --- | ------------------------------------------------------------- | --- | -------------------------------- | ------------------------------------------------------------ | --- | --- |
| África do Sul     | Masculino legal desde 1998 Feminino sempre foi legal + Ass. decl. ONU                                             | Reconhecimento parcial de uniões não registradas desde 1998.  | Legal desde 30 de novembro de 2006. (Primeiro país da África a legalizar o casamento entre pessoas do mesmo sexo) | Legal desde 2002                 | Legal desde 1998                                             | Proibição constitucional contra todas as formas de discriminação com base na orientação sexual, incluindo discurso de ódio. | As leis anti-discriminação são interpretadas como incluindo-se identidade de gênero. O sexo legal pode ser alterado após tratamento cirúrgico ou médico. |
| Angola            | Legal desde 2021                                                                                                  | No                                                            | No | No                               | No                                                           | Proibição de todas as formas de discriminação com base na orientação sexual, incluindo discurso de ódio. Proteção contra crimes de ódio motivados pela orientação sexual. (Desde out/2021). | / Mudança de nome e sexo registrado nominalmente possível sob requisitos pouco claros. (lei não específica para pessoas transgênero).                    |
| Botsuana          | Legal desde 2019                                                                                                  | No                                                            | No | No                               | No                                                           | Proibição de discriminação no emprego com base na orientação sexual. | Mudança legal de gênero reconhecida como um direito constitucional. (desde 2017).                                                                        |
| Essuatíni         | Masculino ilegal desde 1880 (Penalidade: multa de US$90 e/ou prisão) Feminino é legal                             | No                                                            | No | No                               | No                                                           | No | / Mudança da razão social. Mudança de sexo registrado nominalmente possível sob requisitos pouco claros. (lei não específica para pessoas transgênero).  |
| Lesoto            | Masculino legal desde 2013 Feminino sempre foi legal                                                              | No                                                            | No | No                               | Sem dados                                                    | No | / Mudança da razão social. Mudança de sexo registrado não é permitida.                                                                                   |
| Namíbia           | Masculino ilegal desde 1920 (Como Sudoeste Africano) Feminino sempre foi legal Legalização proposta.              | No                                                            | No | No                               | No                                                           | Cláusula anti-discriminação gay ineficaz após a aprovação da nova "Lei do Trabalho". | Mudança de nome legal. Possível mudança de sexo no registro sob requisitos proibitivos.                                                                  |
| Zâmbia            | Ilegal desde 1911 (Como Rodésia do Norte). (Penalidade: reclusão de até 14 anos).                                 | No                                                            | No | No                               | No                                                           | Restrição à liberdade de expressão: O Código Penal criminaliza qualquer ato de expressão para fins imorais em lugar público. Em 2019, o Ministro de Assuntos Religiosos e Orientação Nacional ordenou o cancelamento de um programa de televisão por supostamente "promover a homossexualidade". Restrição de associação: A lei autoriza as sociedades ao "Registro de Empresas", a recusar o registro de qualquer sociedade que seja prejudicial ou incompatível com paz, bem-estar ou boa ordem. Várias organizações LGBT operam clandestinamente. | / Mudança da razão social. A mudança de sexo registrado é possível sob requisitos proibitivos. (lei não específica para pessoas transgênero).            |
| Zimbábue          | Masculino ilegal desde 1891 (Como Rodésia do Sul). (Penalidade: multa e/ou prisão de até 1 ano). Feminino é legal | No                                                            | Proibição constitucional desde 2013.                                                                              | No                               | No                                                           | No | / Mudança da razão social. Mudança de sexo registrado não é permitida.                                                                                   |

### Américas

#### América do Norte
| Direitos LGBT em:                                       | Atos homossexuais são legais?                                                   | Reconhecimento de relacionamentos entre pessoas do mesmo sexo | Casamento entre pessoas do mesmo sexo                                                           | Adoção por pessoas do mesmo sexo | Permite que homossexuais assumidos sirvam às forças armadas?                                                                                    | Anti-discriminação (orientação sexual) | Leis sobre identidade de gênero/expressão |
| ------------------------------------------------------- | ------------------------------------------------------------------------------- | --- | ----------------------------------------------------------------------------------------------- | --- | --- | --- | --- |
| Bermudas (Território ultramarino do Reino Unido)        | Legal desde 1994 + Ass. decl. ONU Discrepância na idade de consentimento.       | União Civil desde 2018 | Legal desde 2018                                                                                | Legal desde 2015 | Reino Unido responsável pela defesa. (Devido à política de Conscrição).                                                                         | Proíbe toda discriminação baseada na orientação sexual. | Não |
| Canadá                                                  | Legal desde 1969 + Ass. decl. ONU                                               | União Civil legal em: Nova Escócia (desde 2001); Quebec (desde 2002); Alberta (desde 2003) e Manitoba (desde 2004). | Legal em algumas províncias e territórios desde 2003. Em todo o país desde 20 de julho de 2005. | Legal em algumas províncias e territórios desde 1996. Em todo o país desde 2011. | Legal desde 1992 (inclui pessoas transgênero).                                                                                                  | Proibição de todas as formas de discriminação com base na orientação sexual e na identidade e expressão de gênero, incluindo discurso de ódio. Proteção contra crimes de ódio motivados pela orientação e identidade sexual e expressão de gênero. | Mudança de nome e sexo registrado sem a necessidade de cirurgias anteriores (desde 2017). (Os requisitos variam de acordo com a província ou território). |
| Estados Unidos                                          | Legal em alguns estados desde 1962. Em todo o país desde 2003. + Ass. decl. ONU | União Civil legal em: Califórnia (desde 1999); Vermont (desde 2000); Washington, D.C. (desde 2002); Maine (desde 2004); Connecticut (desde 2005); Nova Jérsia e Washington (desde 2007); Maryland e New Hampshire (desde 2008); Óregon (desde 2008); Nevada e Wisconsin (desde 2009); Illinois e Rhode Island (desde 2011); Delaware e Havaí (desde 2012) e Colorado (desde 2013). | Legal em alguns estados desde 2004. Em todo o país desde 26 de junho de 2015.                   | Legal em alguns estados desde 1993. Em todo o país desde 2016. | Legal para lésbicas, gays e bissexuais desde a revogação da regra "Não pergunte, não diga", em 2010. Legal para pessoas transgênero desde 2021. | Proibição de algumas formas de discriminação com base na orientação sexual e/ou identidade de gênero em alguns estados. Proteção federal contra crimes de ódio motivados pela orientação sexual e identidade de gênero.                            | / Mudança de nome e sexo registrado sem a necessidade de cirurgias anteriores em 26 estados. 22 estados exigem intervenção médica e/ou cirúrgica de resignação de sexo e 2 estados proíbem a mudança de sexo nos documentos. |
| Groenlândia (Território autônomo do Reino da Dinamarca) | Legal desde 1933 + Ass. decl. ONU                                               | União Civil desde 1996 | Legal desde 2016                                                                                | Adoção de enteados desde 2009. Adoção conjunta desde 2016. | Dinamarca é responsável pela defesa. | Proíbe alguma discriminação anti-gays. | A mudança legal de gênero e seu reconhecimento, são possíveis sem cirurgia e/ou terapia hormonal. |
| México                                                  | Legal desde 1871 + Ass. decl. ONU                                               | / União Civil legal em: Cidade do México e Coahuila (desde 2007); Colima (desde 2013); Campeche (desde 2013); Jalisco (desde 2014); Michoacán (desde 2015); Tlaxcala (desde 2017) e Veracruz (desde 2020). | Legal em alguns estados desde 2010. Nos 32 estados do país desde 31 de dezembro de 2022.        | / Em todo o país, homossexuais solteiros podem adotar. Adoção legal por casais homossexuais na Cidade do México (desde 2010); Coahuila (desde 2014); Chihuahua (desde 2015); Campeche, Colima, Michoacán, Morelos e Veracruz (desde 2016); Baixa Califórnia, Chiapas, Puebla, Querétaro (desde 2017); Hidalgo e San Luis Potosí (desde 2019). | Legal desde 2016 | Proibição constitucional de todas as formas de discriminação com base nas preferências sexuais desde 2011. Incluindo discurso de ódio, desde 2014.                                                                                                 | / Pessoas transgênero podem mudar seu nome e gênero legalmente, em: Cidade do México (desde 2008); Michoacán e Nayarit (desde 2017); Coahuila (desde 2018); Baixa Califórnia, Chihuahua, Colima, Hidalgo, Oaxaca, San Luis Potosí e Tlaxcala (desde 2019); Na cidade de Guadalajara, Jalisco, Quintana Roo e Sonora (desde 2020). |
| São Pedro e Miquelão (Território ultramarino da França) | Legal desde 1791 + Ass. decl. ONU                                               | Pacto civil de soidariedade desde 1999. | Legal desde 2013                                                                                | Legal desde 2013 | França responsável pela defesa. | Pune toda discriminação baseada na orientação sexual. | Sob à lei francesa. |

#### América Central (Continental)
| Direitos LGBT em:                                                     | Atos homossexuais são legais?                         | Reconhecimento de relacionamentos entre pessoas do mesmo sexo | Casamento entre pessoas do mesmo sexo | Adoção por pessoas do mesmo sexo     | Permite que homossexuais assumidos sirvam às forças armadas?                               | Anti-discriminação (orientação sexual) | Leis sobre identidade de gênero/expressão |
| --------------------------------------------------------------------- | ----------------------------------------------------- | ------------------------------------------------------------- | ------------------------------------- | ------------------------------------ | ------------------------------------------------------------------------------------------ | --- | --- |
| Belize                                                                | Legal desde 2016                                      | Não                                                           | Não                                   | Não                                  | Não                                                                                        | Proibição constitucional de todas as formas de discriminação com base no sexo. A Suprema Corte declarou que tal categoria inclui orientação sexual. (desde 2016).                                                           | / Mudança da razão social. Mudança de sexo registrado não é permitida.                                                                       |
| Costa Rica                                                            | Legal desde 1971 + Ass. decl. ONU                     | Coabitação não registrada desde 2015                          | Legal desde 26 de maio de 2020.       | Legal desde 2020                     | Não se aplica. Não há forças militares na Costa Rica, no entanto, podem servir na polícia. | Proíbe algumas discriminações antigays. | Pessoas transexuais podem mudar seu gênero legal, sem cirurgias ou permissão judicial. (desde 2018).                                         |
| El Salvador                                                           | Legal desde à independência em 1821. + Ass. decl. ONU | Não                                                           | Não                                   | Não                                  | Sim                                                                                        | Proibição da discriminação no emprego com base na orientação sexual e identidade de gênero. (Apenas no setor público). Proteção contra crimes de ódio motivados pela orientação e identidade sexual, e expressão de gênero. | / Mudança de nome legal possível, porém, permissão judicial é necessária. Mudança de sexo registrado não é permitida.                        |
| Guatemala                                                             | Legal desde 1871 + Ass. decl. ONU                     | Não                                                           | Não                                   | Não                                  | Sem dados                                                                                  | Proibição de algumas formas de discriminação com base na orientação sexual. (desde 1996). | / Mudança do nome legal, requer permissão judicial. Mudança de sexo registrado não é permitida.                                              |
| [[Ficheiro:\|22x20px\|border \|alt=Honduras\|link=Honduras]] Honduras | Legal desde 1899 + Ass. decl. ONU                     | Proibição constitucional desde 2005.                          | Proibição constitucional desde 2005.  | Proibição constitucional desde 2005. | Não                                                                                        | Proibição de todas as formas de discriminação com base na orientação sexual e identidade de gênero, incluindo discurso e crimes de ódio. (desde 2013).                                                                      | Não é permitida a mudança de nome e sexo registrado. (Proibição de fazer qualquer modificação do sexo atribuído, na certidão de nascimento). |
| Nicarágua                                                             | Legal desde 2008 + Ass. decl. ONU                     | Não                                                           | Não                                   | Não                                  | Não                                                                                        | Proibição de algumas formas de discriminação com base na orientação sexual e na identidade e expressão de gênero. Proteção contra crimes de ódio motivados pela orientação sexual. (desde 2008).                            | Não é permitida a mudança de nome e sexo de registro.                                                                                        |
| Panamá                                                                | Legal desde 2008 + Ass. decl. ONU                     | Decisão do tribunal pendente.                                 | Decisão do tribunal pendente.         | Decisão do tribunal pendente.        | Sem forças armadas.                                                                        | Proibição de algumas formas de discriminação com base na orientação sexual. (desde 2002). | Pessoas transexuais podem mudar seu gênero legal e nome, após a conclusão da intervenção médica. (desde 2006).                               |

#### América Central e Caribe (Insular)
| Direitos LGBT em:                                                                                            | Atos homossexuais são legais? | Reconhecimento de relacionamentos entre pessoas do mesmo sexo                                                               | Casamento entre pessoas do mesmo sexo | Adoção por pessoas do mesmo sexo | Permite que homossexuais assumidos sirvam às forças armadas? | Anti-discriminação (orientação sexual) | Leis sobre identidade de gênero/expressão                                                                             |
| --- | --- | --- | --- | -------------------------------- | ------------------------------------------------------------ | --- | --- |
| Anguilla (Território ultrmarino do Reino Unido)                                                              | Legal desde 2000 + Ass. decl. ONU | Não | Não | Não                              | Reino Unido responsável pela defesa.                         | Não | Sem dados |
| Antígua e Barbuda                                                                                            | Legal desde 2022 | Não | Não | Não                              | Não                                                          | Não | Não |
| Aruba (País constituinte do Reino dos Países Baixos)                                                         | Legal (No país, nunca existiram leis contra a atividade sexual entre pessoas do mesmo sexo). + Ass. decl. ONU                                | União Civil desde 2016 | / Apenas casamentos do mesmo sexo realizados nos Países Baixos são reconhecidos. | Não                              | Os Países Baixos são responsáveis pela defesa.               | Não | Não |
| Bahamas | Legal desde 1991 Discrepância na idade de consentimento. + Ass. decl. ONU                                                                    | Não | Não | Não                              | Sim                                                          | Não | Não |
| Barbados | Legal desde 2022 | / Uniões civis realizadas no exterior são reconhecidas para fins de imigração. "Selo de boas-vindas". Legalização proposta. | Não | Não                              | Não                                                          | Proíbe alguma discriminação anti-gay. | Não |
| Cuba | Legal desde 1979 + Ass. decl. ONU | Legal | Legal desde 27 de setembro de 2022 | Legal desde 2022                 | Legal desde 1993                                             | Proibição constitucional de todas as formas de discriminação com base na orientação sexual e identidade de gênero. (desde 2019). Proibição de certas formas de discriminação com base na orientação sexual. (desde 2013). | Mudança de nome e sexo legal de registro. (desde 2008).                                                               |
| Curaçao (País constituinte do Reino dos Países Baixos)                                                       | Legal (No país, nunca existiram leis contra a atividade sexual entre pessoas do mesmo sexo). + Ass. decl. ONU                                | Legal Desde 7 de março de 2023.                                                                                             | Legal Desde 7 de março de 2023. | Não                              | Os Países Baixos são responsáveis pela defesa.               | Não | Não |
| Dominica | Ilegal (Penalidade: 10 anos de reclusão ou internação em instituição psiquiátrica). (não aplicada). + Ass. decl. ONU                         | Não | Não | Não                              | Sem forças armadas.                                          | Não | Não |
| Granada | Masculino ilegal (Penalidade: 10 anos de reclusão). (raramente aplicada). Feminino sempre foi legal.                                         | Não | Não | Não                              | Sem forças armadas.                                          | Não | Não |
| Guadalupe (Departamento ultramarino da França)                                                               | Legal desde 1791 + Ass. decl. ONU | Pacto civil de solidariedade desde 1999.                                                                                    | Legal desde 2013 | Legal desde 2013                 | França responsável pela defesa.                              | Proíbe toda discriminação baseada na orientação sexual. | Sob à lei francesa.                                                                                                   |
| Haiti | Legal desde 1791 (Como São Domingos). | Não | Não | Não                              | Sem forças armadas.                                          | Não | Não é permitida a mudança de nome e sexo de registro.                                                                 |
| Ilhas Caimão (Território ultrmarino do Reino Unido)                                                          | Legal desde 2001 Discrepância na idade de consentimento. + Ass. decl. ONU                                                                    | Parcerias Civis desde 2020                                                                                                  | Caso pendente no Reino Unido. | Legal desde 2020                 | Reino Unido responsável pela defesa.                         | Não | Não |
| Ilhas Turcas e Caicos (Território ultrmarino do Reino Unido)                                                 | Legal desde 2001 + Ass. decl. ONU | Não | Proibição constitucional desde 2011. | Não                              | Reino Unido responsável pela defesa.                         | Proíbe toda discriminação baseada na orientação sexual. | Não |
| Ilhas Virgens Americanas (Território insular dos Estados Unidos)                                             | Legal desde 1985 + Ass. decl. ONU | Legal desde 2015 | Legal desde 2015 | Legal desde 2015                 | Estados Unidos responsáveis pela defesa.                     | Não | Sim |
| Ilhas Virgens Britânicas (Território ultrmarino do Reino Unido)                                              | Legal desde 2001 + Ass. decl. ONU | Não | Não | Não                              | Reino Unido responsável pela defesa.                         | Proíbe toda discriminação baseada na orientação sexual. | Não |
| Jamaica | Masculino ilegal (Penalidade: 10 anos de reclusão e/ou trabalhos forçados). (não aplicada). Legalização proposta. Feminino sempre foi legal. | Não | Proibição constitucional desde 1962. | Não                              | Não                                                          | Não | / Mudança da razão social. Mudança de sexo registrado não é permitida.                                                |
| Martinica (Departamento ultramarino da França)                                                               | Legal desde 1791 + Ass. decl. ONU | Pacto civil de solidariedade desde 1999.                                                                                    | Legal desde 2013 | Legal desde 2013                 | França responsável pela defesa.                              | Proíbe toda discriminação baseada na orientação sexual. | Sob à lei francesa.                                                                                                   |
| Montserrate (Território ultrmarino do Reino Unido)                                                           | Legal desde 2000 + Ass. decl. ONU | Não | Proibição constitucional desde 2010. | Não                              | Reino Unido responsável pela defesa.                         | Proíbe toda discriminação baseada na orientação sexual. | Não |
| Países Baixos Caribenhos · Bonaire, Saba, Santo Eustáquio, (Municípios especiais do Reino dos Países Baixos) | Legal (Nos municípios especiais, nunca existiram leis contra a atividade sexual entre pessoas do mesmo sexo). + Ass. decl. ONU               | União Civil desde 2012 | Legal desde 2012 | Sim                              | Os Países Baixos são responsáveis pela defesa.               | Proíbe toda discriminação baseada na orientação sexual. | Mudança de nome e sexo legalmente registrados.                                                                        |
| Porto Rico (Estado livre associado dos Estados Unidos)                                                       | Legal desde 2003 + Ass. decl. ONU | Legal desde 2015 | Em Julho de 2015 o Governo de Porto Rico legalizou o casamento entre pessoas do mesmo sexo após os EUA legalizar no país todo. (Porto Rico é um território autônomo dos Estados Unidos). | Legal desde 2015                 | Estados Unidos responsáveis pela defesa.                     | Proíbe toda discriminação baseada na orientação sexual. | Mudança de gênero legal desde 2018, não requer cirurgia.                                                              |
| República Dominicana                                                                                         | Legal desde 1883 + Ass. decl. ONU | Não | Proibição constitucional desde 2010. | Não                              | Não                                                          | Proibição de algumas formas de discriminação com base na orientação sexual e identidade de gênero. | / Mudança da razão social. A autorização é exigida por decreto executivo. Mudança de sexo registrado não é permitida. |
| Santa Lúcia                                                                                                  | Masculino ilegal (Penalidade: multa e/ou 10 anos de reclusão). (não aplicada). Legalização proposta. Feminino sempre foi legal.              | Não | Não | Não                              | Sem forças armadas.                                          | Proibição de discriminação no emprego com base na orientação sexual. (desde 2006). | / Mudança da razão social. Mudança de sexo registrado não é permitida.                                                |
| São Bartolomeu (Coletividade ultramarina da França)                                                          | Legal desde 1791 + Ass. decl. ONU | Pacto civil de solidariedade desde 1999.                                                                                    | Legal desde 2013 | Legal desde 2013                 | França responsável pela defesa.                              | Proíbe toda discriminação baseada na orientação sexual. | Sob à lei francesa.                                                                                                   |
| São Cristóvão e Névis                                                                                        | Legal desde 2022 | Não | Não | Não                              | Não                                                          | Não | Não |
| São Martinho Francês (Coletividade ultramarina da França)                                                    | Legal desde 1791 + Ass. decl. ONU | Pacto civil de solidariedade desde 1999.                                                                                    | Legal desde 2013 | Legal desde 2013                 | França responsável pela defesa.                              | Proíbe toda discriminação baseada na orientação sexual. | Sob à lei francesa.                                                                                                   |
| São Martinho Neerlandês (País constituinte do Reino dos Países Baixos)                                       | Legal (No país, nunca existiram leis contra a atividade sexual entre pessoas do mesmo sexo). + Ass. decl. ONU                                | Não | / Apenas casamentos do mesmo sexo realizados nos Países Baixos são reconhecidos. | Não                              | Países Baixos responsáveis pela defesa.                      | Não | Não |
| São Vicente e Granadinas                                                                                     | Ilegal (Penalidade: multa e/ou sentença de 10 anos de reclusão) (não aplicada). Legalização proposta.                                        | Não | Não | Não                              | Sem forças armadas.                                          | Não | Não |
| Trindade e Tobago                                                                                            | Legal desde 2018 | Não | Não | Não                              | Não                                                          | Não | / Mudança da razão social. Mudança de sexo registrado não é permitida.                                                |

#### América do Sul
| Direitos LGBT em:                                                                                             | Atos homossexuais são legais?                                                    | Reconhecimento de relacionamentos entre pessoas do mesmo sexo | Casamento entre pessoas do mesmo sexo | Adoção por pessoas do mesmo sexo                                                                          | Permite que homossexuais assumidos sirvam às forças armadas?                                                                     | Anti-discriminação (orientação sexual) | Leis sobre identidade de gênero/expressão |
| --- | -------------------------------------------------------------------------------- | --- | --- | --- | --- | --- | --- |
| Argentina | Legal desde 1887 + Ass. decl. ONU                                                | União civil desde 2003 em Buenos Aires e Província de Río Negro; desde 2007 em Villa Carlos Paz e desde 2009 em Río Cuarto. Legal em todo país desde 2015.                                   | Legal desde 15 de julho de 2010. (Primeiro país da América Latina a legalizar o casamento entre pessoas do mesmo sexo)                              | Legal desde 2010                                                                                          | Legal desde 2009 | / Proibição de toda forma de discriminação por orientação sexual e identidade de gênero e/ou sua expressão, somente na Cidade de Buenos Aires desde 1996; Proteção contra crimes de ódio motivados por orientação sexual e identidade ou expressão de gênero desde 2012. (Lei 26.791). | Mudança de nome e sexo de registro sem a necessidade de autorização judicial ou cirurgias prévias. (desde 2012). |
| Bolívia | Legal desde 1832 + Ass. decl. ONU                                                | União civil desde 2020 | Proibição constitucional desde 2009. | / Indivíduos LGBT podem adotar, mas não casais do mesmo sexo.                                             | Legal desde 2015 (inclui pessoas transgênero).                                                                                   | Proibição constitucional contra todas as formas de discriminação com base na orientação sexual e identidade de gênero, incluindo discurso de ódio. (Lei nº 045 desde 2010). Proteção contra crimes de ódio motivados por orientação sexual e identidade de gênero. | Mudança de nome e sexo de registro sem a necessidade de autorização judicial ou cirurgias prévias. (desde 2016). |
| Brasil | Legal desde 1830 + Ass. decl. ONU                                                | União estável e reconhecimento como entidade familiar legal em todo o país desde 2011. | Começou em 2011, legal em todo o país desde 16 de maio de 2013.                                                                                     | Legal desde 2010                                                                                          | Legal desde 1969. | Por falta de lei específica, no julgamento conjunto da ADO 26 e do MI 4733, o Supremo Tribunal Federal decidiu pelo enquadramento da homofobia e da transfobia como tipo penal definido na Lei do Racismo (Lei 7.716/1989) até que o Congresso Nacional edite lei específica sobre a matéria. Portanto, para fins penais, a homofobia e a transfobia no Brasil constituem crime inafiançável e imprescritível, com penas que variam de 1 a 5 anos de prisão, e multa. Além disso, considerou a homofobia e a transfobia, na hipótese de homicídio doloso, circunstância que o qualifica, por configurar motivo torpe, com pena de reclusão de 12 a 30 anos. (desde 2019). | Legal desde 2009 com cirurgia e autorização judicial, e a partir de 2018 transgêneros podem mudar o prenome e a classificação de sexo na certidão de nascimento sem a necessidade de cirurgia ou de autorização judicial, tendo leis e decretos que protegem o nome social e a identidade de gênero. O acompanhamento psicológico, hormonal e a cirurgia de resignação sexual é fornecida gratuitamente pelo Sistema Único de Saúde Brasileiro (SUS). |
| Chile | Legal desde 1999 Discrepância na idade de consentimento. + Ass. decl. ONU        | Legal desde 2015 | Legal desde 10 de março de 2022. | Legal desde 10 de março de 2022.                                                                          | Legal desde 2012 (inclui pessoas transgênero).                                                                                   | Proibição de todas as formas de discriminação com base na orientação sexual e na identidade e expressão de gênero. Proteção contra crimes de ódio motivados por orientação sexual e identidade de gênero. (desde 2012). | Pessoas trans podem mudar seu nome legal e sexo em registro desde 1974. |
| Colômbia | Legal desde 1981 + Ass. decl. ONU                                                | Legal desde 2007 | Legal desde 28 de abril de 2016. | Legal desde 2015                                                                                          | Legal desde 1999. Desde 2009 o sistema de segurança social especial militar pode ser usado por casais do mesmo sexo no exército. | Proibição de todas as formas de discriminação com base na orientação sexual, incluindo discurso de ódio. (Lei 1482 de 2011). Proteção contra crimes de ódio motivados por orientação sexual. | Legal desde 1993. Desde 2015, as pessoas transexuais podem mudar seu gênero legal e nome, manifestando sua vontade solene perante um cartório, sem necessidade de cirurgias ou ordem judicial. |
| Equador | Legal desde 1997 + Ass. decl. ONU                                                | União civil desde 2009 | Legal desde 8 de julho de 2019. | / Indivíduos LGBT podem adotar, mas não casais do mesmo sexo, sob proibição constitucional. (desde 2008). | Sem dados | Proibição constitucional de qualquer forma de discriminação com base na orientação sexual e identidade de gênero (desde 2008), incluindo discurso de ódio (desde 2009). Proteção contra crimes de ódio motivados por orientação sexual e identidade de gênero. | Desde 2016, as pessoas trans estão autorizadas a mudar seu nome de nascimento e identidade de gênero, não sendo exigida nenhuma cirurgia ou ordem judicial. |
| Guiana | Ilegal (Penalidade: prisão perpétua). (não aplicada). Legalização proposta.      | Não | Não | Sem dados                                                                                                 | Sim | Adicionado à constituição em 2004, mas, retirado posteriormente pelo governo. | Não |
| Guiana Francesa (Território ultramarino da França).                                                           | Legal desde 1791 + Ass. decl. ONU                                                | Pacto civil de solidariedade desde 1999. | Legal desde 2013 | Legal desde 2013                                                                                          | França é responsável pela defesa.                                                                                                | Proíbe todo tipo de discriminação referente à orientação sexual. | Sob à lei francesa. |
| Ilhas Geórgia do Sul e Sanduíche do Sul (Território ultramarino do Reino Unido, reivindicado pela Argentina). | Legal desde 2001 + Ass. decl. ONU                                                | Legal desde 2014 | Legal desde 2014 | Sim | Reino Unido é responsável pela defesa.                                                                                           | Proíbe algumas discriminações anti-gays. | Não |
| Ilhas Malvinas (Ilhas Falkland). (Território ultramarino do Reino Unido, reivindicado pela Argentina).        | Legal desde 1989 + Ass. decl. ONU                                                | Legal desde 2017 | Legal desde 2017 | Legal desde 2017                                                                                          | Reino Unido é responsável pela defesa.                                                                                           | Proíbe algumas discriminações anti-gays. | Não |
| Paraguai | Legal desde 1880 Discrepância na idade de consentimento. + Ass. decl. ONU        | Proibição constitucional desde 1992. | Proibição constitucional desde 1992. | Não | Sim | Restrição à liberdade de expressão: O Ministério da Educação e Ciências emitiu a Resolução nº 29.664/2017 que proíbe a divulgação e uso de materiais educacionais que façam referência à "teoria e/ou ideologia de gênero". | Mudança de sexo registrado não é permitida. |
| Peru | Legal desde 1924 + Ass. decl. ONU                                                | Legalização proposta. | Legalização proposta. | Não | Legal desde 2009 | Proibição de todas as formas de discriminação com base na orientação sexual e identidade de gênero, incluindo discurso de ódio. Proteção contra crimes de ódio motivados por orientação sexual e identidade de gênero desde 2017. (Decreto Legislativo 1323). | Mudança de nome e sexo de registro. É necessária permissão judicial. (desde 2016). |
| Suriname | Legal desde 1869 (Como Guiana Holandesa) Discrepância na idade de consentimento. | Não | Não | Não | Sem dados | Proibição de todas as formas de discriminação com base na orientação sexual, incluindo discurso de ódio. (desde 2015). | Decisão pendente no Tribunal do país. |
| Uruguai | Legal desde 1934 + Ass. decl. ONU                                                | Legal desde 2008 | Legal desde 5 de agosto de 2013. | Legal desde 2009                                                                                          | Legal desde 2009 | Proibição de todas as formas de discriminação com base na orientação sexual e identidade de gênero, incluindo discurso de ódio. Proteção contra crimes de ódio motivados pela orientação sexual e identidade sexual. (desde 2004). | Pessoas transexuais podem mudar seu sexo e nome legal sem necessidade de cirurgias ou ordem judicial. (desde 2009). |
| Venezuela | Legal desde 1997 (De facto desde à independência em 1811) + Ass. decl. ONU       | / Proibição constitucional desde 1999 (União civil aprovada em primeira leitura, torna-se lei se passar na segunda leitura). União civil aprovada no estado de Mérida. Legalização proposta. | Proibição constitucional desde 1999 (Em 2008, o STJ do país decidiu que a norma constitucional não proíbe o casamento entre pessoas do mesmo sexo). | Não | Não | Proibição revogada da constituição de 1999 no último minuto. Proibição de algumas formas de discriminação com base na orientação sexual e na identidade e/ou expressão de gênero. | / A fotografia da carteira de identidade adequada à identidade de gênero manifestada pela pessoa. |

### Ásia

#### Ásia Central e Norte da Ásia
| Direitos LGBT em: | Atos homossexuais são legais? | Reconhecimento de relacionamentos entre pessoas do mesmo sexo | Casamento entre pessoas do mesmo sexo | Adoção por pessoas do mesmo sexo | Permite que homossexuais assumidos sirvam às forças armadas? | Antidiscriminação (orientação sexual) | Leis sobre identidade de gênero/expressão |
| --- | --- | ------------------------------------------------------------- | ------------------------------------- | -------------------------------- | ------------------------------------------------------------ | --- | --- |
| Cazaquistão (O país tem uma pequena parte, à oeste do Rio Ural, localizada na Europa).                                                          | Legal desde 1998 | No                                                            | No                                    | No                               | No                                                           | / Lei contra a propaganda homossexual declarada inconstitucional. Restrição de associação: A Lei da "Assembleia Pública" estabelece que a formação e funcionamento de associações públicas LGBT, "violam os princípios morais e/ou de saúde dos cidadãos". Não são permitidas, por exemplo, a atividade de associações públicas não registradas. | Mudança de nome e sexo registrado, após avaliação física e psiquiátrica, terapia hormonal e cirurgia de resignação sexual. (Apenas para maiores de 21 anos).                                |
| Quirguistão | Legal desde 1998 | No                                                            | Proibição constitucional desde 2016.  | No                               | No                                                           | Restrição de associação: A "Lei das Organizações Não Comerciais" estabelece que estas organizações terão o direito de desenvolver "qualquer tipo de atividade que não seja proibida por lei. Embora existam vários grupos registrados, o Ministério da Justiça negou o registro da associação pública a um grupo LGBT em 2011 porque considerou que a "designação das palavras" gays e lésbicas "em nome da pessoa jurídica promove" a destruição das normas morais e das tradições nacionais do povo quirguiz".    | Mudança de nome e sexo registrado após cirurgia de redesignação de sexo. |
| Rússia (O país tem sua parte mais rica, populosa e desenvolvida, à oeste dos Montes Urais, localizada na Europa, incluindo sua capital Moscou). | Masculino legal desde 1993 Feminino sempre foi legal Ilegal de facto na Chechênia, onde homossexuais são sequestrados e enviados para campos de concentração com base na sua orientação sexual. | Não                                                           | Proibição constitucional desde 2020.  | Não                              | Não                                                          | Restrição à liberdade de expressão: A lei que proíbe a promoção de relações sexuais não tradicionais entre menores, tem sido usada para processar várias pessoas desde à sua promulgação, incluindo ativistas, sites e meios de comunicação. Restrição de associação: A Lei "Agente Estrangeiro" foi usada por várias organizações LGBT, que foram multadas. Em 2019, um tribunal em São Petersburgo ordenou a dissolução da Rede LGBT Russa e da comunidade LGBT Russa por publicar informações para a comunidade. | Mudança de nome e sexo legalmente registrado. É necessário um diagnóstico psiquiátrico de transexualidade. Não há necessidade de cirurgia de redesignação de sexo ou permissão do tribunal. |
| Tajiquistão | Legal desde 1998 | No                                                            | No                                    | No                               | No                                                           | No | Mudança de nome e sexo registrado após cirurgia de redesignação de sexo. |
| Turcomenistão | Masculino ilegal (Penalidade: até dois anos de reclusão). Feminino sempre foi legal | No                                                            | No                                    | No                               | No                                                           | No | No |
| Uzbequistão | Masculino ilegal (sexo anal apenas). (Penalidade: até 3 anos de reclusão). Feminino sempre foi legal. Legalização proposta.                                                                     | No                                                            | No                                    | No                               | No                                                           | No | No |

#### Sudoeste Asiático (Médio Oriente)
| Direitos LGBT em:                                                                               | Atos homossexuais são legais? | Reconhecimento de relacionamentos entre pessoas do mesmo sexo | Casamento entre pessoas do mesmo sexo | Adoção por pessoas do mesmo sexo                                                                                  | Permite que homossexuais assumidos sirvam às forças armadas?                   | Anti-discriminação (orientação sexual) | Leis sobre identidade de gênero/expressão                                               |
| ----------------------------------------------------------------------------------------------- | --- | ------------------------------------------------------------- | --- | --- | ------------------------------------------------------------------------------ | --- | --------------------------------------------------------------------------------------- |
| Arábia Saudita                                                                                  | Ilegal (Penalidade: multa, surra, açoitamento, castração química, tortura e até pena de morte). | No                                                            | No | No | No                                                                             | Restrição à liberdade de expressão: A Lei do "Crime Cibernético" proíbe a produção, publicação e promoção de conteúdo online ou páginas da web que o governo considere pornográficas ou que “violem os valores religiosos ou morais, ou a ordem pública”. Restrição de associação: A "Lei das Associações e Organizações da Sociedade Civil" proíbe a constituição de uma associação se o seu estatuto conflitar com o disposto na lei da Xaria, com a “ordem pública” ou com a “moralidade pública”. | No                                                                                      |
| Bahrein                                                                                         | Legal desde 1976 Discrepância na idade de consentimento. | No                                                            | No | No | No                                                                             | Restrição de associação: A Lei nº 21 de 1989 estipula que um grupo que é considerado "contraditório à ordem pública ou moralidade", ou abala a "ordem social", deve ser considerado ilegal. | / Cirurgias de mudança de sexo permitidas desde 2014, mas sem reconhecimento legal.     |
| Catar                                                                                           | Ilegal (Penalidade: até 7 anos de reclusão. *Pena de morte segundo à Lei Islâmica da Xaria, somente para muçulmanos). (Nenhuma execução foi relatada). | No                                                            | No | No | No                                                                             | Restrição à liberdade de expressão: Em 2018, foi relatado que o conteúdo LGBT foi censurado em jornais internacionais. Restrição de associação: A "Lei das Associações e Fundações Privadas" não permite que as associações se “envolvam em assuntos políticos”, uma vez que a defesa dos direitos humanos é frequentemente enquadrada desta forma. Esse escopo limitado, juntamente com as penas severas impostas aos atos homossexuais, tornam altamente improvável que uma ONG que trabalhe com questões relacionadas à orientação sexual obtenha um registro formal. | No                                                                                      |
| Kuwait                                                                                          | Masculino ilegal (Penalidade: multas e/ou até 6 anos de reclusão). Feminino sempre foi legal | No                                                            | No | No | No                                                                             | Restrição à liberdade de expressão: É proibida a publicação de qualquer coisa que possa insultar a moral pública e/ou instigar terceiros a violar a ordem pública ou violar leis, ou cometer crimes, mesmo que o crime não tenha ocorrido. Restrição de associação: O "Law Societies Clubs and Public Welfare" declara que, "as sociedades e clubes não autorizados, podem ser revistados a qualquer momento, que seja ilegal ou que desafie a ética ou esteja relacionado com os fins declarados no estatuto". O registro da ONG é obrigatório. Tudo isso torna altamente improvável a possibilidade de registro oficial de grupos LGBT. | Proíbe "imitar a aparência do sexo oposto" com multas e 1 ano de reclusão.              |
| Egito (A maior parte do país está localizada na África, incluindo sua capital, Cairo).          | / Legal de jure. Ilegal de facto. (Penalidade: até 17 anos de reclusão, com ou sem trabalho forçado e com ou sem multas, de acordo com as leis de moralidade amplamente redigidas). A prática de atos sexuais consentidos entre pessoas adultas do mesmo sexo em locais privados não é proibida por lei. No entanto, a "Lei de Combate à Prostituição" e vários artigos do "Código Penal Egípcio" têm sido usados contra pessoas LGBT nos últimos anos, a exemplo do Artigo 278.                                 | No                                                            | No | No | No                                                                             | Restrição à liberdade de expressão: Indivíduos foram processados por expressarem publicamente seu apoio às comunidades LGBT. O "Cyber Crimes Act" criminaliza a publicação de conteúdo on-line que ameace os valores da sociedade e da família. Todas as formas de apoio à comunidade LGBT na mídia são proibidas. Restrição de associação: Associações, "qualquer atividade que resulta na desestabilização da unidade nacional, a segurança nacional, a ordem pública e moral pública" são proibidos. | No                                                                                      |
| Emirados Árabes Unidos                                                                          | Ilegal (Penalidade: reclusão, multas e/ou açoitamento. *Pena de morte segundo à Lei Islâmica da Xaria). (Nenhuma execução foi relatada). (Para homossexuais estrangeiros, é aplicada a deportação). | No                                                            | No | No | No                                                                             | Restrição à liberdade de expressão: É criminalizado tolerar, provocar ou promover o pecado por meio de redes de computadores ou qualquer meio de tecnologia da informação ou de um site. A "Autoridade Reguladora de Telecomunicações" também bloqueia sites que "promovem princípios destrutivos, como a homossexualidade". Restrição de associação: A Lei Federal nº 2 de 2008, confere amplos poderes de supervisão e restringe fortemente as atividades que as organizações podem realizar sem receber a primeira licença do Ministério dos Assuntos Sociais. Essa estrutura legal parece representar barreiras severas ao registro formal de uma ONG que trabalha com questões relacionadas à orientação sexual. | / Cirurgia de redesignação de sexo é legal. (desde 2016).                               |
| Iêmen                                                                                           | Ilegal (Penalidade: homens solteiros punidos com 100 chicotadas ou até 1 ano de prisão. Homens casados, apedrejamento até à morte. Mulheres punidas com até 3 anos de reclusão). (A pena de morte aparentemente não se aplica). | No                                                            | No | No | No                                                                             | Restrição à liberdade de expressão: É proibida a publicação ou disseminação de "tudo o que prejudique a moral pública". Restrição de associação: O Código Penal impõe pena de morte para atos sexuais consensuais entre pessoas do mesmo sexo. Esta disposição, juntamente com a situação hostil no território (que vive em Guerra Civil desde 2015), torna altamente improvável que um pedido de registro formal de uma organização para advogar em questões de orientação sexual seja aceito. | No                                                                                      |
| Irã                                                                                             | Ilegal (Penalidade: Pena de morte para homens maiores de idade. 74 chicotadas para homens menores de idade (embora haja registros de execução de menores por sua orientação sexual). Para mulheres maduras e saudáveis, 50 chibatadas, se estas consentirem). | No                                                            | No | No | No                                                                             | Restrição à liberdade de expressão: A "Lei de Imprensa" contém uma variedade de limitações sobre o material que pode ser considerado ofensivo para o público. O governo usou essa lei e a "Lei do Crime Cibernético" para fechar jornais e sites com conteúdo relacionado à orientação sexual. Restrição de associação: A Constituição de 1979 prevê a liberdade de associação desde que os "padrões islâmicos" e "as bases da República Islâmica", não sejam violados. | Mudança de nome legal e sexo registrado após cirurgia de redesignação de sexo.          |
| Iraque                                                                                          | / Legal desde 2003 de jure. Ilegal de facto, pois este permanece punível sob o parágrafo 401 da "Lei Pública de Indecência". (Penalidade: até 6 meses de reclusão e uma multa ou até execuções impostas pelo tribunal da Xaria, espancamentos e/ou torturas). | No                                                            | No | No | No                                                                             | No | No                                                                                      |
| Israel                                                                                          | Legal de facto desde 1963. De jure desde 1988. + Ass. decl. ONU | Coabitação não registrada desde 1994.                         | Não existe casamento civil em Israel para nenhum tipo de casal. Porém, casamentos do mesmo sexo realizados no exterior, são reconhecidos pelo governo e registrados pelo Ministério do Interior. (desde 2006). | Legal desde 2008 (O direito à adoção conjunta foi ratificado em decisão de 2018 do Superior Tribunal de Justiça). | Legal desde 1993 (inclui pessoas transgênero).                                 | Proibição de algumas formas de discriminação com base na orientação sexual e identidade de gênero. | Mudança de nome e sexo registrado sem a necessidade de cirurgias prévias. (desde 2015). |
| Jordânia                                                                                        | Legal desde 1951 | No                                                            | No | No | No                                                                             | Restrição à liberdade de expressão: A "Lei de Imprensa e Publicações" proíbe a publicação de conteúdo que "incentive a perversão ou leve à corrupção moral". Restrição de associação: O "Companies Act" proíbe o registro de qualquer empresa com propósitos ilegais. Em 2009, foi indeferido o pedido de registro de uma organização que trabalha com questões relacionadas à orientação sexual. Um funcionário do Ministério disse à mídia que se o governo autorizasse a organização, "violaria a 'moral pública" e a "decência". | Permitido desde 2014.                                                                   |
| Líbano                                                                                          | / De facto legal desde 2017. Porém, ilegal ao abrigo do artigo 534º do Código Penal. (Alguns juízes decidiram não processar indivíduos com base nesta lei, no entanto, o tema ainda não foi decidido pela Suprema Corte do país, onde portanto, a homossexualidade permanece ilegal). Em 2017, uma decisão judicial afirma que é legal, o que está em desacordo com a lei em vigor. (Penalidade: até 1 ano de reclusão). (não aplicada). (Há uma crescente campanha à favor da legalização da homossexualidade.) | No                                                            | No | No | No                                                                             | Restrição à liberdade de expressão: É proibida a posse, fabricação ou distribuição de materiais que possam incitar a imoralidade. Restrição de associação: A lei proíbe organizações que se baseiem em uma "base ilegal". | Mudança legal de gênero permitida, mas cirurgia de redesignação de sexo é necessária.   |
| Omã                                                                                             | Ilegal (Penalidade: multas e/ou até 3 anos de reclusão). (Aplicada somente quando se trata de “escândalo público”). | No                                                            | No | No | No                                                                             | Restrição à liberdade de expressão: A publicação de qualquer coisa que "perturbe a ordem pública ou faça com que as pessoas adotem ou promovam qualquer coisa que seja considerada contrária aos princípios da religião islâmica" ou "que possa prejudicar o código do Islã, é proibida. ”A pessoa está proibida de usar os serviços de telecomunicações para divulgar dados ou informações que sejam "contrárias ao sistema de ética pública, violem práticas religiosas ou incomodem terceiros ou promovam qualquer assunto que viole a lei". Restrição de associação: Compete ao "Ministério dos Assuntos Sociais e do Trabalho" recusar o registo quando considerar que os serviços prestados pela associação "não são necessários", ou por "qualquer outro motivo". Embora atualmente não haja grupos trabalhando em questões relacionadas à orientação sexual, é provável que, mesmo que houvesse, o registro seria negado devido ao ambiente hostil documentado no país. | No                                                                                      |
| Palestina (Território disputado).                                                               | Na Cisjordânia legal desde 1951 (Como parte da Jordânia). Na Faixa de Gaza Masculino é ilegal. (Penalidade: até 10 anos de reclusão). Feminino sempre foi legal. | No                                                            | No | No | Sem dados                                                                      | No | No                                                                                      |
| Síria                                                                                           | / Ilegal de jure. Legal de facto. | No                                                            | No | No | No                                                                             | Restrição à liberdade de expressão: O Código Penal proíbe expressões públicas ofensivas por escrito, gráficos, imagens, etc. Antes da Guerra Civil Síria (2011-presente), foi relatado que filmes sobre conteúdo LGBT eram censurados. Restrição de associação: A Lei nº 19/1958 permite ao Estado nomear ou destituir membros da diretoria, não permitindo a participação política, restringindo recursos estrangeiros e permitindo que o registro seja cancelado à vontade. Além disso, permite que qualquer decisão do conselho seja suspensa "se considerar que é contrária à lei, à ordem pública ou à moral". Esta estrutura legal parece representar barreiras severas ao registro formal e operação de uma ONG que trabalha com questões relacionadas à orientação sexual. | Pessoas transgênero têm permissão para mudar de sexo legal.                             |
| Turquia (Uma pequena parte do país, à oeste do Estreito de Bósforo, está localizada na Europa). | Legal desde 1858 | No                                                            | No | No | Homossexuais estão isentos do serviço militar e marcados como doentes mentais. | Proposto (Adicionado à constituição em 2004, mas retirado depois pelo governo). | Legal desde 1988, requer esterilização e cirurgia para mudança de sexo legalmente.      |

#### Ásia Meridional
| Direitos LGBT em:                                                             | Atos homossexuais são legais? | Reconhecimento de relacionamentos entre pessoas do mesmo sexo | Casamento entre pessoas do mesmo sexo | Adoção por pessoas do mesmo sexo | Permite que homossexuais assumidos sirvam às forças armadas? | Anti-discriminação (orientação sexual) | Leis sobre identidade de gênero/expressão |
| ----------------------------------------------------------------------------- | --- | ------------------------------------------------------------- | --- | -------------------------------- | ------------------------------------------------------------ | --- | --- |
| Afeganistão                                                                   | Ilegal (Penalidade: O Artigo 247 do Código Penal de 1976, baseado na Lei Islâmica da Xaria, pune com pena de morte quaisquer cidadãos que tenham relações sexuais com alguém do mesmo sexo. Corroborado a partir do domínio do grupo terrorista islâmico Talibã, que retomou o poder do país em 2021). | No                                                            | No | No                               | No                                                           | Restrição à liberdade de expressão: É proibido o uso da imprensa para incitar outras pessoas a cometer um crime ou "buscar a depravação". Além disso, a publicação de assuntos "contrários aos princípios do Islã" é proibida. Restrição de associação: A "Lei das Organizações e Associações Não Governamentais" proíbe os grupos de se envolverem em atividades ilegais ou contra o "interesse nacional".                                                                   | No |
| Bangladesh                                                                    | Ilegal (Penalidade: 10 anos de reclusão à prisão perpétua). (não aplicada). Feminino legal | No                                                            | No | No                               | No                                                           | Restrição de associação: Apenas alguns tipos específicos de empresas podem ser registrados de acordo com a "Lei de Registro de Empresas". Por sua vez, os ativistas relataram que o registro de seus grupos foi rejeitado devido à criminalização da conduta sexual entre pessoas do mesmo sexo. | Mudança de nome é legal. Hijra é reconhecido como terceiro gênero/sexo. (desde 2013). |
| Butão                                                                         | Legal desde 2021 | No                                                            | Legalização proposta. | No                               | No                                                           | No | / Mudança da razão social. Mudança de sexo registrado não é permitida. |
| Índia                                                                         | Legal desde 2018 | Coabitação não registrada desde 2020.                         | Há um caso de casamento estre dois homens, realizados em termos incertos, registrado no cartório do estado de Utar Pradexe. Legalização proposta. | Legalização proposta.            | Legalização proposta.                                        | A discriminação com base na orientação sexual e identidade de gênero é constitucionalmente proibida. (desde 2019). | Mudança de nome e sexo legal após cirurgia de redesignação de sexo. (desde 2019). Terceiro gênero/sexo, Hijra, reconhecido pelo Supremo Tribunal Federal. (desde 2014). Anteriormente era possível escolher gênero "outro", além de feminino e masculino no cadastro eleitoral. |
| Maldivas                                                                      | Ilegal (Penalidade: chicotadas, prisão domiciliar, deportação e até 8 anos de reclusão). | No                                                            | Criminalização do casamento entre pessoas do mesmo sexo com até 1 ano de reclusão.                                                                | No                               | No                                                           | No | Mudança de nome, nominalmente possível sob requisitos pouco claros. Mudança de sexo registrado não é permitida. |
| Nepal                                                                         | Legal desde 2007 + Ass. decl. ONU | Legal desde 28 de junho de 2023                               | Legal desde 28 de junho de 2023 | Legalização proposta.            | Legal desde 2007                                             | Proibição constitucional de todas as formas de discriminação contra minorias sexuais e de gênero. (desde 2015). | Certidões de "terceiro gênero" foram emitidos desde setembro de 2007, legalmente protegidas. Possível mudança de sexo de registro binário após intervenção médica ou cirurgia de redesignação de sexo. Documentos de identidade "outro", reconhecidos como terceiro gênero. (desde 2013). Passaportes emitidos com a opção de gênero "outro". (desde 2015).                                                               |
| Paquistão                                                                     | Ilegal (Penalidade: 2 a 10 anos de reclusão. Pena de morte por apedrejamento, açoitamento e prisão de acordo com a Lei Islâmica Xaria). (Pena de morte de facto não aplicada). | No                                                            | No | No                               | No                                                           | / Proibição de todas as formas de discriminação com base na identidade e expressão de gênero. (desde 2018). Restrição à liberdade de expressão: A "Lei de Prevenção de Crimes Eletrônicos" (2016), concede à Autoridade de Telecomunicações o poder de remover ou bloquear o acesso ao conteúdo se julgar necessário no interesse da “glória do Islã, ordem pública, decência ou moralidade”. Antes desta lei, o governo já havia proibido o conteúdo LGBT online e na mídia. | Mudança de nome e sexo de registro sem a necessidade de autorização judicial ou cirurgias prévias ou qualquer outro requerimento. (desde 2018). Alterar o sexo binário do registro era legalmente possível sob requisitos proibitivos (cirurgia de redesignação de sexo) em casos isolados. Terceiro gênero reconhecido pelo Supremo Tribunal Federal. (desde 2011). Alteração de documentos de identidade. (desde 2012). |
| Sri Lanka                                                                     | Ilegal (Penalidade: multa e/ou até 10 anos de reclusão). (Meios de comunicação relatam que na prática, a ilegalidade fora tornada inexequível pela Suprema Corte do país, tornando assim, a homossexualidade legal no Seri Lanca).                                                                     | No                                                            | No | No                               | No                                                           | No | Mudança de nome e sexo registrado após cirurgia de redesignação de sexo. |
| Território Britânico do Oceano Índico (Território ultramarino do Reino Unido) | Legal desde 2001 + Ass. decl. ONU | União Civil desde 2005                                        | Legal desde 2014 | Sem dados                        | Reino Unido responsável pela defesa.                         | Sem dados | Sem dados |

#### Ásia Oriental (Extremo Oriente)
| Direitos LGBT em:                                                      | Atos homossexuais são legais? | Reconhecimento de relacionamentos entre pessoas do mesmo sexo | Casamento entre pessoas do mesmo sexo                                                                        | Adoção por pessoas do mesmo sexo                                    | Permite que homossexuais assumidos sirvam às forças armadas?               | Anti-discriminação (orientação sexual) | Leis sobre identidade de gênero/expressão |
| ---------------------------------------------------------------------- | --- | --- | --- | ------------------------------------------------------------------- | -------------------------------------------------------------------------- | --- | --- |
| China República Popular da China                                       | Legal desde 1997 | Tutela legal desde 2017. (Em meados de 2019, um casal gay masculino que teria se casado no exterior, tornaram-se os primeiros homens em Pequim, a serem nomeados tutor legal, um do outro, status esse que pode ser considerado semelhante a uma União Civil). | No | No                                                                  | No                                                                         | Restrição à liberdade de expressão: As "Regras Gerais para a Produção de Conteúdo de Série de Televisão" proíbem conteúdo que "retrate relações sexuais anormais ou comportamento sexual, como homossexualidade". Em outubro de 2018, um romancista cujo trabalho continha conteúdo homoerótico foi condenado a 10 anos de prisão por fabricar e vender "material obsceno" com fins lucrativos. Restrição de associação: Enquanto algumas ONGs conseguiram registrar-se, outras relataram que foram rejeitadas porquê seus nomes ou atividades estavam explicitamente relacionados a questões de orientação sexual. | Mudança de nome e sexo registrado após cirurgia de redesignação de sexo.                                                                        |
| Coreia do Norte República Popular Democrática da Coreia                | Legal desde 1950 (No país, nunca existiram leis contra a atividade sexual entre pessoas do mesmo sexo, desde a elaboração do Código Penal de 1950, atualizado em 2009).                                    | No | No | No                                                                  | No                                                                         | No | Fortemente obedecido os papéis de gênero para ambos os sexos masculino e feminino.                                                              |
| Coreia do Sul República da Coreia                                      | Legal desde 1962 (No país, nunca existiram leis contra a atividade sexual entre pessoas do mesmo sexo). (Porém, a atividade sexual entre pessoas do mesmo sexo no meio militar é ilegal). + Ass. decl. ONU | Legalização proposta. | Legalização proposta.                                                                                        | No                                                                  | No                                                                         | Proteção abrangente contra a discriminação com base na orientação sexual. | Pessoas transgênero têm permissão para mudar de sexo legal, mas geralmente é requerido uma cirurgia de redesignação de sexo.                    |
| Hong Kong Região Administrativa Especial da República Popular da China | Legal desde 1991 | / Casamentos do mesmo sexo realizados no exterior, são reconhecidos pelo governo para efeito de recolhimento de impostos e para parceiros locais em coabitação.                                                                                                | No | Indivíduos LGBT podem adotar, mas não casais do mesmo sexo.         | O governo central da República Popular da China é responsável pela defesa. | Proíbe alguma discriminação anti-gays. (apenas discriminação no setor público). | Pessoas transgênero têm permissão para mudar de sexo legal, mas somente após a cirurgia de redesignação de sexo.                                |
| Japão                                                                  | Legal desde 1880 + Ass. decl. ONU | Desde 2022, o governo de Tóquio aprovou um projeto de lei para reconhecer os acordos de parceria entre pessoas do mesmo sexo. | Legalização proposta.                                                                                        | No                                                                  | As Forças de Autodefesa do Japão permitem que gays se alistem.             | / Não há nenhuma proteção nacional, mas algumas cidades proíbem alguma discriminação anti-gays. | Pessoas transgênero têm permissão para mudar de sexo legal, mas somente após a cirurgia de redesignação de sexo. (desde 2003).                  |
| Macau Região Administrativa Especial da República Popular da China     | Legal desde 1996 | No | No | No                                                                  | O governo central da República Popular da China é responsável pela defesa. | Proíbe alguma discriminação anti-gays. | Sem dados |
| Mongólia                                                               | Legal desde 1961 + Ass. decl. ONU | No | Proibição constitucional desde 1992.                                                                         | No                                                                  | No                                                                         | Extensa proteção contra a discriminação com base na orientação sexual e/ou de gênero. Proteção contra discurso de ódio e crimes de ódio motivados pela orientação sexual e identidade de gênero. (desde 2017). | Mudança de nome legal. Mudança de sexo registrada após cirurgia de redesignação de sexo ou diagnóstico médico de transexualidade. (desde 2009). |
| Taiwan República da China                                              | Legal (No país, nunca existiram leis contra a atividade sexual entre pessoas do mesmo sexo). + Ass. decl. ONU                                                                                              | Legal desde 2019 | Legal desde 24 de maio de 2019. (Primeiro país da Ásia a legalizar o casamento entre pessoas do mesmo sexo). | / Adoção de enteado apenas. Adoção conjunta pendente de legislação. | Legal desde 2002                                                           | Proíbe constitucionalmente toda discriminação baseada na orientação sexual. | Mudança de nome e sexo registrado após cirurgia de redesignação de sexo. (desde 2008). Sem a necessidade de cirurgias anteriores. (desde 2015). |

#### Sudeste Asiático
| Direitos LGBT em:                                                                                | Atos homossexuais são legais? | Reconhecimento de relacionamentos entre pessoas do mesmo sexo  | Casamento entre pessoas do mesmo sexo                                                                                           | Adoção por pessoas do mesmo sexo                                                                         | Permite que homossexuais assumidos sirvam às forças armadas?                                                                        | Anti-discriminação (orientação sexual) | Leis sobre identidade de gênero/expressão |
| ------------------------------------------------------------------------------------------------ | --- | -------------------------------------------------------------- | --- | --- | --- | --- | --- |
| Brunei                                                                                           | Ilegal (Penalidade: pena de morte sob à Lei Islâmica da Xaria, desde 2019). | No                                                             | No | No | No | No | As leis proíbem formas de expressão de gênero. |
| Camboja                                                                                          | Legal (No país, nunca existiram leis contra a atividade sexual entre pessoas do mesmo sexo).                                                                                                 | / Parcerias civis são reconhecidas em algumas cidades do país. | Proibição constitucional desde 1993. (Houve pelo menos um caso de casamento do mesmo sexo legalmente registrado e reconhecido). | / Oficialmente banido, porém, várias adoções por parceiros do mesmo sexo ocorreram.                      | No | No | No |
| Filipinas                                                                                        | Legal desde 1932 (No país, nunca existiram leis contra a atividade sexual entre pessoas do mesmo sexo). + Ass. decl. ONU                                                                     | Legalização proposta.                                          | Legalização proposta. | / Indivíduos LGBT podem adotar, porém, não casais do mesmo sexo.                                         | Legal desde 2009 | / Proteção contra a discriminação com base na orientação sexual em sete províncias. (Projeto de lei nacional pendente). | / Alguns tribunais provinciais inferiores autorizaram algumas pessoas transgênero a mudar seu nome e sexo de registro. (Lei não específica para pessoas transgênero).                                          |
| Indonésia (Parte do país, a porção ocidental da ilha de Nova Guiné, está localizada na Oceania). | Legal (exceto para província Aceh) | No                                                             | No | No | No | Restrição à liberdade de expressão: Todas as empresas de radiodifusão estão proibidas de representar a diversidade sexual e de gênero entre os homens. Programas de rádio e televisão que "promovam" o estilo de vida LGBT também são proibidos. | Mudança de nome e sexo registrado possível sob requisitos proibitivos. É necessária permissão judicial. (Lei não específica para pessoas transgênero).                                                         |
| Laos                                                                                             | Legal (No país, nunca existiram leis contra a atividade sexual entre pessoas do mesmo sexo).                                                                                                 | No                                                             | No | No | No | No | No |
| Malásia                                                                                          | Ilegal (Penalidade: multas, chicotadas e/ou de 2 a 20 anos de reclusão, de acordo com as leis federais). (Multas, chicotadas e até 3 anos de reclusão, para muçulmanos, sob a Lei da Xaria). | No                                                             | No | No | No | Restrição à liberdade de expressão: Em 2010, o Conselho de Censura Cinematográfica (LPF) relaxou sua proibição de "conteúdo homossexual" de acordo com a Lei de Censura Cinematográfica, desde que os personagens gays "eventualmente se tornassem heterossexuais". Em 2018, o Vice-Ministro da Casa, reiterou que o conteúdo LGBT será banido a menos que haja "lições a serem aprendidas", de acordo com as diretrizes estabelecidas pela LPF. Restrição de associação: Em 2017, o pedido de registro do grupo LGBT "Campanha Pelangi" foi indeferido sem qualquer motivo e seu recurso também foi rejeitado em 2018, citando a lei que habilita o Registro de Empresas a rejeitar pedidos, sem a necessidade de fornecer qualquer razão. | Geralmente não há como mudar de gênero. No entanto, uma decisão judicial de 2016 reconhece as mudanças de gênero como direitos constitucionais fundamentais. Formas de expressão de gênero são criminalizadas. |
| Myanmar (Ex-Birmânia)                                                                            | Ilegal (Penalidade: De 10 anos de reclusão até prisão perpétua). (não aplicada). | No                                                             | No | No | No | No | Não é permitida a mudança de nome e sexo de registro. |
| Singapura                                                                                        | Legal desde 2022. Feminino legal desde 2007 | No                                                             | No | No | / Sim devido ao recrutamento, mas os gays não podem ir para a escola de comando ou servir em unidades sensíveis das forças armadas. | Restrição à liberdade de expressão: A Autoridade de Desenvolvimento de Mídia, de Informação e Comunicação, promulgou uma série de "Códigos de Prática" para mídia de radiodifusão, rádio, cinema e internet, todos os quais, proíbem a representação positiva ou defesa da homossexualidade e do lesbianismo. Restrição de associação: A Lei das Empresas permite que o Registro de Empresas se recuse a registrar uma sociedade que seja considerada "suspeita de ser usada para fins ilegais ou prejudiciais à paz pública, ao bem-estar ou à boa ordem". | Pessoas transgênero têm permissão para mudar de sexo legal, mas somente após a cirurgia de redesignação de sexo.                                                                                               |
| Tailândia                                                                                        | Legal desde 1956 + Ass. decl. ONU | Legal desde 24 setembro de 2024                                | Legal desde 24 de Setembro de 2024                                                                                              | Desde 23 de janeiro de 2025, a adoção de crianças por casais do mesmo sexo tornou-se legal na Tailândia. | Legal desde 2005 | Proibição de discriminação no emprego com base na orientação sexual pessoal. (desde 2007). Proibição de certas formas de discriminação com base na expressão de gênero. (desde 2015). | / Pessoas transexuais podem mudar seu gênero legal e nome, após a conclusão da intervenção médica. (desde 2007). Reconhecimento de terceiro gênero proposto.                                                   |
| Timor-Leste                                                                                      | Legal desde 1975 + Ass. decl. ONU | No                                                             | No | No | Sem dados | Proteção contra crimes de ódio motivados pela orientação sexual. (desde 2009). | Sem dados |
| Vietnã                                                                                           | Legal (No país, nunca existiram leis contra a atividade sexual entre pessoas do mesmo sexo). + Ass. decl. ONU                                                                                | Legalização proposta.                                          | Legalização proposta. | No | Independentemente da orientação sexual da pessoa.                                                                                   | No | Mudança de nome e sexo registrado após cirurgia de redesignação de sexo. (desde 2017). |

### Europa

#### União Europeia
| Direitos LGBT em: | Atos homossexuais são legais?         | Reconhecimento de relacionamentos entre pessoas do mesmo sexo | Casamento entre pessoas do mesmo sexo | Adoção por pessoas do mesmo sexo                                                                       | Permite que homossexuais assumidos sirvam às forças armadas? | Anti-discriminação (orientação sexual) | Leis sobre identidade de gênero/expressão |
| ----------------- | ------------------------------------- | ------------------------------------------------------------- | ------------------------------------- | --- | ------------------------------------------------------------ | --- | ----------------------------------------- |
| União Europeia    | Legal em todos os 27 estados-membros. | / Legal em 22/27 estados-membros.                             | / Legal em 14/27 estados-membros.     | / Adoção de enteados é legal em 18/27 estados-membros; Adoção conjunta legal em 13/27 estados-membros. | Legal em todos os 27 estados-membros.                        | A união exige que seus estados-membros proíbam a discriminação contra gays no emprego; 2/27 estados-membros proíbem alguma discriminação antigay; 25/27 estados-membros proíbem toda discriminação antigay. | / Legal em 26/27 estados-membros.         |

#### Europa Ocidental
| Direitos LGBT em:                                                                    | Atos homossexuais são legais? | Reconhecimento de relacionamentos entre pessoas do mesmo sexo | Casamento entre pessoas do mesmo sexo | Adoção por pessoas do mesmo sexo                                                                          | Permite que homossexuais assumidos sirvam às forças armadas? | Anti-discriminação (orientação sexual) | Leis sobre identidade de gênero/expressão |
| ------------------------------------------------------------------------------------ | --- | --- | --- | --- | ------------------------------------------------------------ | --- | --- |
| Andorra                                                                              | Legal desde 1990 + Ass. decl. ONU | União estável desde 2005. União Civil desde 2014. | Legal desde 17 de fevereiro de 2023. | Legal desde 2014                                                                                          | Sem forças armadas                                           | Proibição de todas as formas de discriminação com base na orientação sexual. Proteção contra crimes de ódio motivados pela orientação sexual.                                                                            | Legal a partir de 2023. |
| Bélgica País integrante da União Europeia e da Zona do Euro.                         | Legal em todo o país desde 1795 + Ass. decl. ONU | Legal desde 2000 | Legal desde 1 de junho de 2003. | Legal desde 2006                                                                                          | Sim (inclui pessoas transgênero).                            | Proibição de todas as formas de discriminação com base na orientação sexual, identidade e expressão de gênero. Proteção contra crimes de ódio e discurso de ódio motivado pela orientação sexual e identidade de gênero. | Desde 2018, as mudanças de sexo não requerem esterilização e/ou cirurgia. |
| Espanha País integrante da União Europeia e da Zona do Euro.                         | Legal entre 1822 e 1929; Legal novamente entre 1932 e 1944; E desde 1979. + Ass. decl. ONU                                                                    | Uniões Civis de facto nas Comunidades Autônomas da Espanha: Catalunha (desde 1998); Aragão (desde 1999); Castela-Mancha e Navarra (desde 2000); Ilhas Baleares, Comunidade de Madri e Comunidade Valenciana (desde 2001); Andaluzia, Astúrias e Castela e Leão (desde 2002); Extremadura, Ilhas Canárias e País Basco (desde 2003); Cantábria (desde 2005); Galiza (desde 2008); La Rioja (desde 2010) e em Múrcia (desde 2018). E nas Cidades Autônomas de: Ceuta (desde 1998) e Melilha (desde 2008). | Legal desde 3 de julho de 2005. | Legal desde 2005                                                                                          | Legal desde 2005 (inclui pessoas transgênero).               | Proibição de algumas formas de discriminação com base na orientação sexual e identidade de gênero. Proteção contra discurso de ódio e crimes de ódio motivados pela orientação sexual e identidade de gênero.            | Desde 2007, todos os documentos podem ser alterados para o gênero reconhecido. |
| França País integrante da União Europeia e da Zona do Euro.                          | Legal em todo o país desde 1791 Legal em Saboia desde 1792. + Ass. decl. ONU                                                                                  | Pacto civil de solidariedade desde 1999. | Legal desde 18 de maio de 2013. | Legal desde 2013                                                                                          | Sim (inclui pessoas transgênero).                            | Proibição de todas as formas de discriminação com base na orientação sexual e identidade de gênero. Proteção contra discurso de ódio e crimes de ódio motivados pela orientação sexual e identidade de gênero.           | Desde 2017, as mudanças de sexo não requerem mais esterilização e/ou cirurgia. |
| Gibraltar (Território ultramarino do Reino Unido)                                    | Legal desde 1993 + Ass. decl. ONU | Legal desde 2014 | Legal desde 2016 | Legal desde 2014                                                                                          | Reino Unido responsável pela defesa.                         | Proibição de discriminação no emprego com base na orientação sexual. Proteção contra discurso de ódio e crimes de ódio motivados pela orientação sexual.                                                                 | Proíbe a discriminação com base em redesignação de gênero. |
| Guernsey (Dependência da Coroa Britânica)                                            | Legal desde 1983 + Ass. decl. ONU | Uniões civis realizadas no Reino Unido reconhecidas para fins de sucessão hereditária. (desde 2012). Uniões civis realizadas no exterior, reconhecidas para os mesmos fins. (desde 2017). | Legal desde 2017 em Alderney e Guernsey. Legal desde 2020 em Sark. | Legal desde 2017                                                                                          | Reino Unido responsável pela defesa.                         | Proibição de algumas formas de discriminação por orientação sexual e redesignação de sexo. (desde 2004). | Mudanças legais de gênero. (desde 2007). |
| Ilha de Man (Dependência da Coroa Britânica)                                         | Legal desde 1992 + Ass. decl. ONU | Legal desde 2011 | Legal desde 2016 | Legal desde 2011                                                                                          | Reino Unido responsável pela defesa.                         | Proibição de discriminação no emprego com base na orientação sexual. | Pessoas trans têm permissão para mudar seu gênero legal e ter seu novo gênero reconhecido como resultado da "Lei de Reconhecimento de Gênero de 2009".                                       |
| Irlanda País integrante da União Europeia e da Zona do Euro.                         | Masculino legal desde 1993 Feminino sempre foi legal + Ass. decl. ONU                                                                                         | Legal desde 2011 (Parcerias realizadas de 2010 a 2015, ainda são reconhecidas). | Legal desde 16 de novembro de 2015. (Após um referendo constitucional). | Legal desde 2017                                                                                          | Sim (inclui pessoas transgênero).                            | Proibição de todas as formas de discriminação com base na orientação sexual. Proteção contra discurso de ódio com base na orientação sexual.                                                                             | De acordo com a "Lei de Reconhecimento de Gênero de 2015". |
| Jersey (Dependência da Coroa Britânica)                                              | Legal desde 1990 + Ass. decl. ONU | Legal desde 2012 | Legal desde 2018 | Legal desde 2012                                                                                          | Reino Unido responsável pela defesa.                         | Proibição de todas as formas de discriminação por orientação sexual e redesignação de sexo. (desde 2015). | Sob a "Lei de Reconhecimento de Gênero". (desde 2010). |
| Luxemburgo País integrante da União Europeia e da Zona do Euro.                      | Legal desde 1795 + Ass. decl. ONU | Legal desde 2004 | Legal desde 1 de janeiro de 2015. | Legal desde 2015                                                                                          | Sim                                                          | Proibição de todas as formas de discriminação com base na orientação sexual. Proteção contra discurso de ódio e crimes de ódio motivados pela orientação sexual.                                                         | Mudança de nome e sexo cadastrado sem a necessidade de intervenção médica e/ou cirúrgica. (desde 2018).                                                                                      |
| Mônaco                                                                               | Legal desde 1793 + Ass. decl. ONU | Legal desde 2020 | Não | Não | França responsável pela defesa.                              | Proteção contra discurso de ódio motivado pela orientação sexual. | Não |
| Países Baixos País integrante da União Europeia e da Zona do Euro.                   | Legal desde 1811 + Ass. decl. ONU | Legal desde 1998 | Legal desde 1 de abril de 2001. (Primeiro país da Europa e do mundo, a legalizar o casamento entre pessoas do mesmo sexo). | Legal desde 2001                                                                                          | Sim (inclui pessoas transgênero).                            | Proibição de todas as formas de discriminação com base na orientação sexual. Proteção contra discurso de ódio motivado pela orientação sexual.                                                                           | Desde 2014, as mudanças de sexo não requerem esterilização e/ou cirurgia. |
| Portugal País integrante da União Europeia e da Zona do Euro.                        | Legal entre 1852 e 1886; Novamente desde 1983. + Ass. decl. ONU                                                                                               | Legal desde 2001 | Legal desde 5 de junho de 2010. | Legal desde 2016                                                                                          | Legal desde 1999                                             | Proíbe todos os tipos de discriminação anti-LGBT, de acordo com o artigo 13º da "Constituição da República Portuguesa".                                                                                                  | Mudança de nome e sexo legalmente registrado. É necessário diagnóstico de disforia de gênero. (desde 2011). Sem a necessidade de intervenção médica e/ou cirurgias anteriores. (desde 2018). |
| Reino Unido Formado por: Escócia , Inglaterra , Irlanda do Norte , e País de Gales . | Masculino legal Na Inglaterra e no País de Gales desde 1967. Na Escócia desde 1981. Na Irlanda do Norte desde 1982 Feminino sempre foi legal + Ass. decl. ONU | União Civil desde 2005 | A legislação que permite o casamento entre pessoas do mesmo sexo foi promulgada por Consentimento Real, na Inglaterra e no País de Gales em 13 de março de 2014. Na Escócia desde 16 de dezembro de 2014. Na Irlanda do Norte desde 13 de janeiro de 2020. | Legal na Inglaterra e no País de Gales desde 2005. Na Escócia desde 2009. Na Irlanda do Norte desde 2013. | Legal desde 2000 (inclui pessoas transgênero).               | Proibição constitucional de todas as formas de discriminação com base na orientação sexual e identidade de gênero. Proteção contra discurso de ódio e crimes de ódio motivados pela orientação sexual.                   | Sob a "Lei de Reconhecimento de Gênero de 2004". |

#### Europa Setentrional
| Direitos LGBT em:                                              | Atos homossexuais são legais?                                | Reconhecimento de relacionamentos entre pessoas do mesmo sexo                                                          | Casamento entre pessoas do mesmo sexo                                             | Adoção por pessoas do mesmo sexo | Permite que homossexuais assumidos sirvam às forças armadas? | Anti-discriminação (orientação sexual) | Leis sobre identidade de gênero/expressão |
| -------------------------------------------------------------- | ------------------------------------------------------------ | --- | --------------------------------------------------------------------------------- | --- | ------------------------------------------------------------ | --- | --- |
| Alanda (Região autônoma da Finlândia)                          | Legal desde 1971 + Ass. decl. ONU                            | Legal desde 2002 | Legal desde 2017                                                                  | Sob à lei finlandesa. | Finlândia é responsável pela defesa.                         | Proíbe toda discriminação anti-gay. | Sem dados |
| Dinamarca País integrante da União Europeia.                   | Legal desde 1933 + Ass. decl. ONU                            | Coabitação não registrada desde 1986. União Civil de 1989 a 2012. (Estas parcerias ainda são reconhecidas legalmente). | Legal desde 15 de junho de 2012.                                                  | Adoção de enteados desde 1999. Adoção conjunta desde 2010.                                                                                        | Sim (inclui pessoas transgênero).                            | Proibição de algumas formas de discriminação com base na orientação sexual. Proteção contra discurso de ódio e crimes de ódio motivados pela orientação sexual. | Mudança de nome e registro de sexo sem a necessidade de cirurgias prévias. (desde 2014).                                                        |
| Estônia País integrante da União Europeia e da Zona do Euro.   | Legal desde 1992 + Ass. decl. ONU                            | Legal desde 2016 | / Casamentos do mesmo sexo realizados no exterior são reconhecidos. (desde 2017). | / Adoção de enteados desde 2016. Casais em que ambos os parceiros são inférteis, podem adotar em conjunto, crianças não biológicas. (desde 2016). | Sim (inclui pessoas transgênero).                            | Proibição de todas as formas de discriminação com base na orientação sexual e identidade de gênero. Proteção contra discurso de ódio motivado pela orientação sexual. | Mudança de nome e sexo de registro após intervenção médica.                                                                                     |
| Finlândia País integrante da União Europeia e da Zona do Euro. | Legal desde 1971 + Ass. decl. ONU                            | Parcerias registradas de 2002 a 2017. (Estas parcerias ainda são reconhecidas legalmente).                             | Legal desde 1 de março de 2017.                                                   | Adoção de enteados desde 2009. Adoção conjunta desde 2017.                                                                                        | Sim (inclui pessoas transgênero).                            | Proibição de todas as formas de discriminação com base na orientação sexual, identidade de gênero e expressão de gênero. Proteção contra discurso de ódio e crimes de ódio motivados pela orientação sexual e identidade de gênero. | Mudança de nome e sexo de registro após intervenção médica.                                                                                     |
| Ilhas Feroe (Região autônoma do Reino da Dinamarca)            | Legal desde 1933 + Ass. decl. ONU                            | União Civil desde 2016                                                                                                 | Legal desde 2017                                                                  | Legal desde 2017 | Dinamarca é responsável pela defesa.                         | Proibição de todas as formas de discriminação com base na orientação sexual. Proteção contra discurso de ódio e crimes de ódio motivados pela orientação sexual. | Não |
| Islândia                                                       | Legal desde 1940 (Como parte da Dinamarca). + Ass. decl. ONU | Coabitação registrada desde 2006. (Parcerias registradas de 1996 a 2010, ainda são reconhecidas legalmente).           | Legal desde 27 de junho de 2010.                                                  | Adoção do filho biológico do casal. (desde 2000). Adoção conjunta. (desde 2006).                                                                  | Sem forças armadas                                           | Proibição de algumas formas de discriminação com base na orientação sexual, identidade e expressão de gênero. Proteção contra discurso de ódio motivado por orientação sexual e identidade de gênero. | Mudanças de sexo são legais e os documentos podem ser alterados para o sexo reconhecido, sem a necessidade de cirurgias prévias.                |
| Letônia País integrante da União Europeia e da Zona do Euro.   | Legal desde 1992 + Ass. decl. ONU                            | Não | Proibição constitucional desde 2006.                                              | Indivíduos LGBT podem adotar, mas não casais do mesmo sexo. Inclui-se adoção de enteados.                                                         | Sim                                                          | Proibição de discriminação no emprego com base na orientação sexual. | A mudança legal é permitida, porém, requer uma transição "total" e a aprovação do médico ou do tribunal. Esterilização é necessária.            |
| Lituânia País integrante da União Europeia e da Zona do Euro.  | Legal desde 1993 + Ass. decl. ONU                            | / Direitos de residência limitados para casais do mesmo sexo desde 2018. Legalização proposta.                         | Proibição constitucional desde 1992.                                              | Apenas casais heterossexuais podem adotar. | Sim                                                          | Proibição de todas as formas de discriminação com base na orientação sexual. Proteção contra discurso de ódio e crimes de ódio motivados pela orientação sexual. Restrição à liberdade de expressão: São penalizadas pelo "Código de Infrações Administrativas", as atividades ou publicações que violem os chamados “valores familiares” estabelecidos pela Constituição Lituana. | Mudança de gênero legal, porém, cirurgia é necessária.                                                                                          |
| Noruega                                                        | Legal desde 1972 + Ass. decl. ONU                            | Coabitação não registrada desde 1991. União Civil de 1993 a 2009. (Estas parcerias ainda são reconhecidas legalmente). | Legal desde 1 de janeiro de 2009.                                                 | Adoção de enteados. (desde 2002). Adoção conjunta. (desde 2009).                                                                                  | Sim (inclui pessoas transgênero).                            | Proibição de todas as formas de discriminação com base na orientação sexual, identidade e expressão de gênero. Proteção contra discurso de ódio e crimes de ódio motivados pela orientação sexual. | Mudança de nome e sexo de registro sem a necessidade de intervenção médica e/ou cirurgias prévias. (desde 2016).                                |
| Suécia País integrante da União Europeia.                      | Legal desde 1944 + Ass. decl. ONU                            | Coabitação não registrada desde 1987. União Civil de 1995 a 2009. (Estas parcerias ainda são reconhecidas legalmente). | Legal desde 1 de maio de 2009.                                                    | Legal desde 2003 | Sim (inclui pessoas transgênero).                            | Proteção constitucional contra a discriminação com base na orientação sexual. Proteção abrangente contra a discriminação com base na orientação sexual e identidade ou expressão transgênero. Proteção contra discurso de ódio e crimes de ódio motivados pela orientação sexual.                                                                                                  | Mudança de nome e sexo registrado após cirurgia de redesignação de sexo. (desde 1972). Sem a necessidade de cirurgias anteriores. (desde 2013). |

#### Europa Central
| Direitos LGBT em:                                               | Atos homossexuais são legais? | Reconhecimento de relacionamentos entre pessoas do mesmo sexo                                                                                 | Casamento entre pessoas do mesmo sexo | Adoção por pessoas do mesmo sexo                                                                              | Permite que homossexuais assumidos sirvam às forças armadas? | Anti-discriminação (orientação sexual) | Leis sobre identidade de gênero/expressão |
| --------------------------------------------------------------- | --- | --- | --- | --- | ------------------------------------------------------------ | --- | --- |
| Alemanha País integrante da União Europeia e da Zona do Euro.   | Legal na Alemanha Oriental desde 1968. Legal na Alemanha Ocidental desde 1969. + Ass. decl. ONU                                                 | União Civil de 2001 a 2017. (Estas parcerias, bem como as realizadas no exterior, são legalmente reconhecidas).                               | Legal desde 1 de outubro de 2017. | Adoção de enteados desde 2005. Adoção sucessiva desde 2013. Adoção conjunta desde 2017.                       | Sim (inclui pessoas transgênero).                            | Proibição de algumas formas de discriminação com base na orientação sexual e identidade de gênero. Proibição constitucional de todas as formas de discriminação com base na orientação sexual e identidade de gênero, em alguns estados. | Mudança de nome e sexo registrado após cirurgia de redesignação de sexo. (desde 1980). Sem a necessidade de cirurgias anteriores. (desde 2011). Opção de não indicar sexo em documentos para crianças intersexuais. (desde 2013). Terceira opção de pessoas intersexuais, de gêneros "diferentes". (desde 2018). |
| Áustria País integrante da União Europeia e da Zona do Euro.    | Legal desde 1971 + Ass. decl. ONU | União Civil desde 2010 | Legal desde 1 de janeiro de 2019. | Adoção de enteados desde 2013. Adoção conjunta desde 2016.                                                    | Sim (inclui pessoas transgênero).                            | Proibição de algumas formas de discriminação com base na orientação sexual e identidade de gênero. Proteção contra discurso de ódio e crimes de ódio motivados pela orientação sexual.                                                   | Mudança de nome e registro de sexo sem a necessidade de cirurgias prévias. |
| Chéquia País integrante da União Europeia.                      | Legal desde 1962 (Como parte da Tchecoslováquia). + Ass. decl. ONU                                                                              | União Civil desde 2006 | Legalização proposta. | / Indivíduos LGBT em uma união registrada podem adotar. Enteado e adoção conjunta pendentes de legislação.    | Sim (inclui pessoas transgênero).                            | Proibição de todas as formas de discriminação com base na orientação sexual e identidade de gênero. | Reconhecimento legal após cirurgia de redesignação de sexo. (Com esterilização obrigatória). |
| Eslováquia País integrante da União Europeia e da Zona do Euro. | Legal desde 1962 (Como parte da Tchecoslováquia). + Ass. decl. ONU                                                                              | / Alguns direitos de residência limitados à casais do mesmo sexo, não registrados, que coabitam. (desde 2018).                                | Proibição constitucional desde 2014. | / Indivíduos LGBT podem adotar, mas não casais do mesmo sexo.                                                 | Sim                                                          | Proibição de todas as formas de discriminação com base na orientação sexual. Proteção contra discurso de ódio e crimes de ódio motivados pela orientação sexual.                                                                         | Reconhecimento legal após cirurgia de redesignação de sexo. (Com esterilização obrigatória). |
| Hungria País integrante da União Europeia.                      | Legal desde 1962 + Ass. decl. ONU | União Civil desde 2009 | Proibição constitucional desde 2012. | Proibição constitucional desde 2020.                                                                          | Sim                                                          | Proibição de todas as formas de discriminação com base na orientação sexual e identidade de gênero. Proteção contra discurso de ódio e crimes de ódio motivados pela orientação sexual e identidade de gênero.                           | As pessoas transgênero não podem mudar de sexo e/ou gênero na identidade de registro. (desde 2020). A identidade de gênero é protegida da discriminação. |
| Liechtenstein                                                   | Legal desde 1989 + Ass. decl. ONU | União Civil desde 2011 | Não | / Indivíduos LGBT podem adotar, mas não casais do mesmo sexo.                                                 | Sem forças armadas                                           | Proibição de todas as formas de discriminação com base na orientação sexual. Proteção contra discurso de ódio motivado pela orientação sexual.                                                                                           | Mudança de gênero é ilegal. |
| Polônia País integrante da União Europeia.                      | Legal até ao século XVIII. Criminalizado no século XIX e descriminalizado novamente em 1932. + Ass. decl. ONU                                   | / Coabitação não registrada. (desde 2012). Parcerias registradas legalmente. (proposta desde 2019).                                           | Proibição constitucional desde 1997. (O Artigo 18º da Constituição é geralmente interpretado como uma limitação do casamento legal apenas entre um homem e uma mulher). | / Indivíduos LGBT podem adotar, mas não casais do mesmo sexo.                                                 | Sim                                                          | Proibição de discriminação no emprego com base na orientação sexual. | Mudança de nome e registro de sexo sem a necessidade de cirurgias prévias. (É necessária uma intervenção médica). |
| Suíça                                                           | Legal em todo o país desde 1942. Legal nos Cantões suíços de Genebra (Como parte da França), Ticino, Valais e Vaud desde 1798. + Ass. decl. ONU | Legal nos Cantões suíços de Genebra desde 2001; Zurique desde 2003; Neuchâtel desde 2004 e Friburgo desde 2005. De forma nacional desde 2007. | Legal desde 1 de julho de 2022. | / Adoção de enteado. (desde 2018). Adoção conjunta aprovada pelo parlamento. (Aguardando referendo nacional). | Sim (inclui pessoas transgênero).                            | Proibição de todas as formas de discriminação com base na orientação sexual. Proteção contra discurso de ódio motivado pela orientação sexual.                                                                                           | Os documentos legais podem ser emitidos com base na nova identidade de gênero de uma pessoa. A esterilização é tecnicamente necessária, mas não é aplicada desde 2012. Uma parceria registrada pode se tornar um casamento entre o novo casal do sexo oposto.                                                    |

#### Europa de Sudeste
| Direitos LGBT em: | Atos homossexuais são legais? | Reconhecimento de relacionamentos entre pessoas do mesmo sexo                                  | Casamento entre pessoas do mesmo sexo                                       | Adoção por pessoas do mesmo sexo | Permite que homossexuais assumidos sirvam às forças armadas?                   | Anti-discriminação (orientação sexual) | Leis sobre identidade de gênero/expressão |
| --- | --- | ---------------------------------------------------------------------------------------------- | --------------------------------------------------------------------------- | --- | ------------------------------------------------------------------------------ | --- | --- |
| Acrotíri e Deceleia (Território ultramarino do Reino Unido, localizado na Ilha de Chipre)                                                           | Legal desde 2000 + Ass. decl. ONU | Desde 2005 para membros das Forças Armadas Britânicas.                                         | Legal desde 2014 para membros das Forças Armadas Britânicas.                | Sem dados | Reino Unido responsável pela defesa.                                           | Proíbe de alguma discriminação anti-gay. | Sem dados |
| Albânia | Legal desde 1995 + Ass. decl. ONU | Não                                                                                            | Legalização proposta.                                                       | Não | Sim                                                                            | Proibição de todas as formas de discriminação com base na orientação sexual e identidade de gênero. Proteção contra discurso de ódio e crimes de ódio motivados pela orientação sexual e identidade de gênero.                                                                                               | / Sem reconhecimento legal, porém, os transgêneros são uma classe protegida por lei.                                                             |
| Bósnia e Herzegovina | Legal desde 1996 na Federação da Bósnia e Herzegovina. Legal desde 1998 na República Sérvia. Legal desde 2003 no Distrito de Brčko. + Ass. decl. ONU | Não                                                                                            | Não                                                                         | Não | Sim                                                                            | Proibição de todas as formas de discriminação com base na orientação sexual, identidade e expressão de gênero. Proteção contra crimes de ódio motivados pela orientação sexual e identidade de gênero. | Mudança de nome e sexo registrado após cirurgia de redesignação de sexo.                                                                         |
| Bulgária País integrante da União Europeia. | Legal desde 1968 + Ass. decl. ONU | / Direitos de residência limitados à casais do mesmo sexo. (desde 2018).                       | Proibição constitucional desde 1991.                                        | Indivíduos LGBT podem adotar, mas não casais do mesmo sexo. | Sim                                                                            | Proibição de todas as formas de discriminação com base na orientação sexual e identidade de gênero. Proteção contra discurso de ódio motivado pela orientação sexual. | Mudança de nome e sexo registrado após cirurgia de redesignação de sexo.                                                                         |
| Chipre País integrante da União Europeia e da Zona do Euro.                                                                                         | Legal desde 1998 + Ass. decl. ONU | União Civil desde 2015                                                                         | Não                                                                         | Não | Legal desde 2014                                                               | Proibição de discriminação no emprego com base na orientação sexual. (desde 2004). Proteção contra discurso de ódio com base na orientação sexual e identidade de gênero. (desde 2013). | Proíbe a discriminação com base na identidade de gênero. Mudança de gênero e/ou sexo no registro é ilegal.                                       |
| Chipre do Norte (Território de maioria turco-muçulmana, em disputa com o governo central de Nicósia – Chipre, sendo este, de maioria grega-cristã). | Legal desde 2014 | Não                                                                                            | Não                                                                         | Não | Não                                                                            | Proibição de todas as formas de discriminação com base na orientação sexual e identidade de gênero. Proteção contra discurso de ódio e crimes de ódio motivados pela orientação sexual e identidade de gênero.                                                                                               | Mudança de nome e sexo registrado após cirurgia de redesignação de sexo.                                                                         |
| Kosovo (Reconhecido por 98 dos 193 Estados-membros da ONU, reivindicado como parte da soberania da Sérvia.)                                         | Legal desde 1994 (Como parte da Iugoslávia). | Não                                                                                            | Não                                                                         | Indivíduos LGBT podem adotar, mas não casais do mesmo sexo. | Legal desde 1994                                                               | Proibição constitucional de todas as formas de discriminação com base na orientação sexual. Proibição legal de todas as formas de discriminação com base na orientação sexual e identidade de gênero. Proteção contra crimes de ódio motivados pela orientação sexual.                                       | Sem reconhecimento legal. |
| Croácia País integrante da União Europeia e da Zona do Euro.                                                                                        | Legal desde 1977 (Como parte da Iugoslávia). + Ass. decl. ONU                                                                                        | Coabitação não registrada desde 2003. União Civil desde 2014.                                  | Proibição constitucional desde 2013.                                        | / Tutela do parceiro desde 2014 (Responsabilidade parental e relação permanente de parentesco entre um parceiro vitalício e o filho do parceiro, que está registrada na certidão de nascimento da criança). | Sim                                                                            | Proibição de todas as formas de discriminação com base na orientação sexual, identidade e expressão de gênero. Proteção contra discurso de ódio e crimes de ódio motivados pela orientação sexual e identidade de gênero.                                                                                    | Mudança de nome e sexo registrado após intervenção médica e/ou cirurgia de redesignação de sexo.                                                 |
| Eslovênia País integrante da União Europeia e da Zona do Euro.                                                                                      | Legal desde 1977 (Como parte da Iugoslávia). + Ass. decl. ONU                                                                                        | Coabitação não registrada desde 2006. União Civil desde 2017.                                  | Legal desde 8 de julho de 2022                                              | Legal desde 8 de julho de 2022. | Sim                                                                            | Proibição de todas as formas de discriminação com base na orientação sexual, identidade e expressão de gênero. Proteção contra discurso de ódio motivado pela orientação sexual. | Mudança de nome e sexo registrado após intervenção médica e/ou cirurgia de redesignação de sexo.                                                 |
| Grécia País integrante da União Europeia e da Zona do Euro.                                                                                         | Legal desde 1951 + Ass. decl. ONU | União Civil desde 2015                                                                         | Não                                                                         | / Casais do mesmo sexo em uma união civil podem se tornar pais adotivos. Indivíduos LGBT podem adotar, mas não casais do mesmo sexo.                                                                        | Sim                                                                            | Proibição de todas as formas de discriminação com base na orientação sexual e identidade de gênero. Proteção contra discurso de ódio e crimes de ódio motivados pela orientação sexual e identidade de gênero.                                                                                               | Ao abrigo da "Lei de Reconhecimento de Gênero Legal" de 2017.                                                                                    |
| Itália País integrante da União Europeia e da Zona do Euro.                                                                                         | Legal desde 1890 + Ass. decl. ONU | União Civil desde 2016                                                                         | / Um casamento do mesmo sexo foi reconhecido em 2017. Legalização proposta. | / Adoção de enteado admitida pelo "Tribunal de Cassação". (desde 2016). | Sim                                                                            | Proibição de discriminação no emprego com base na orientação sexual. | Mudança de nome e sexo registrado após cirurgia de redesignação de sexo. (desde 1982). Não há necessidade de cirurgias anteriores. (desde 2015). |
| Macedônia do Norte | Legal desde 1996 + Ass. decl. ONU | Não                                                                                            | Não                                                                         | Não | Sim                                                                            | Proibição de todas as formas de discriminação com base na orientação sexual e identidade de gênero. Proteção contra crimes de ódio motivados pela orientação sexual. | Mudança de nome legal sem referência explícita à identidade de gênero.                                                                           |
| Malta País integrante da União Europeia e da Zona do Euro.                                                                                          | Legal desde 1973 + Ass. decl. ONU | União Civil desde 2014                                                                         | Legal desde 1 de setembro de 2017.                                          | Legal desde 2014 | Sim                                                                            | Proibição constitucional de todas as formas de discriminação com base na orientação sexual e identidade de gênero. Proibição de todas as formas de discriminação com base na expressão de gênero. Proteção contra discurso de ódio e crimes de ódio motivados pela orientação sexual e identidade de gênero. | Pessoas transgênero têm permissão para mudar de gênero, não é necessária cirurgia. (desde 2015).                                                 |
| Montenegro | Legal desde 1977 (Como parte da Iugoslávia). + Ass. decl. ONU                                                                                        | União Civil desde 2021.                                                                        | Proibição constitucional desde 2007.                                        | Não | Sim                                                                            | Proibição de todas as formas de discriminação com base na orientação sexual, identidade e expressão de gênero. Proteção contra discurso de ódio e crimes de ódio motivados pela orientação sexual e identidade de gênero.                                                                                    | Mudança de nome e sexo registrado após cirurgia de redesignação de sexo.                                                                         |
| Romênia País integrante da União Europeia. | Legal desde 1996 + Ass. decl. ONU | / Direitos de residência limitados à casais do mesmo sexo. (desde 2018). Legalização proposta. | Não                                                                         | Indivíduos LGBT podem adotar, mas não casais do mesmo sexo. | Sim                                                                            | Proibição de todas as formas de discriminação com base na orientação sexual. Proteção contra crimes de ódio motivados pela orientação sexual. | Reconhecimento legal após cirurgia de redesignação de sexo. (Esterilização obrigatória).                                                         |
| São Marinho | Legal desde 1865 + Ass. decl. ONU | Coabitação não registrada desde 2012. União Civil desde 2019.                                  | Não                                                                         | / Adoção de enteados é legal desde 2019. | Sem forças armadas                                                             | Proteção constitucional contra a discriminação com base na orientação sexual. (desde 2019). Proteção contra discurso de ódio e crimes de ódio motivados pela orientação sexual. | Sem reconhecimento legal. |
| Sérvia | Legal desde 1994 (Como parte da Iugoslávia). + Ass. decl. ONU                                                                                        | Não                                                                                            | Proibição constitucional desde 2006.                                        | Indivíduos LGBT podem adotar, mas não casais do mesmo sexo | Política Don't ask, don't tell (similar ao dos EUA).                           | Proibição de todas as formas de discriminação com base na orientação sexual e identidade de gênero. Proteção contra crimes de ódio motivados pela orientação sexual e identidade de gênero e discurso de ódio motivado pela orientação sexual.                                                               | Legal após 1 ano de terapia hormonal, a cirurgia não é mais necessária (desde 2019).                                                             |
| Turquia (O país tem sua maior parte territorial, a chamada Península da Anatólia, incluindo sua capital Ancara, localizada na Ásia).                | Legal desde 1858 | No                                                                                             | No                                                                          | No | Homossexuais estão isentos do serviço militar e marcados como doentes mentais. | Proposto (Adicionado à constituição em 2004, mas retirado depois pelo governo). | Legal desde 1988, requer esterilização e cirurgia para mudança de sexo legalmente.                                                               |
| Vaticano (Cidade-Estado sede da Igreja Católica Apostólica Romana).                                                                                 | Legal desde 1890 (Como parte da Itália). | Não                                                                                            | Não                                                                         | Não | Sem forças armadas                                                             | Não | Não |

#### Europa Oriental
| Direitos LGBT em: | Atos homossexuais são legais? | Reconhecimento de relacionamentos entre pessoas do mesmo sexo | Casamento entre pessoas do mesmo sexo | Adoção por pessoas do mesmo sexo                            | Permite que homossexuais assumidos sirvam às forças armadas?                                                                                 | Anti-discriminação (orientação sexual) | Leis sobre identidade de gênero/expressão |
| --- | --- | ------------------------------------------------------------- | ------------------------------------- | ----------------------------------------------------------- | --- | --- | --- |
| Abecásia (República autônoma localizada no noroeste da Geórgia. Independência reconhecida apenas por Nauru, Nicarágua, Rússia e Venezuela. Território reivindicado pela Geórgia).        | Legal desde 1991 | Não                                                           | Não                                   | Não                                                         | Sem dados | Não | Sem dados |
| Armênia | Legal desde 2002 + Ass. decl. ONU | Não                                                           | Proibição constitucional desde 2015.  | Não                                                         | Não | Não | Mudança de sexo registrada após cirurgia de redesignação de sexo. |
| Artsaque (República independente de facto, encravada entre a Armênia e o Azerbaijão. Território reivindicado como parte do Azerbaijão).                                                  | Legal desde 2000 | Não                                                           | Proibição constitucional desde 2006.  | Não                                                         | Sem dados | Não | Sem dados |
| Azerbaijão | Legal desde 2000 | No                                                            | No                                    | No                                                          | Banimento do serviço militar. | No | Mudança de sexo registrada após cirurgia de redesignação de sexo. |
| Bielorrússia | Legal desde 1994 | Não                                                           | Proibição constitucional desde 1994.  | Não                                                         | / Banido do serviço militar em tempos de paz, mas durante a guerra, os homossexuais têm permissão para se alistar como parcialmente capazes. | Restrição à liberdade de expressão: A lei sobre "proteger as crianças de informações prejudiciais à sua saúde e desenvolvimento", proíbe a divulgação de informações que "desacreditem a instituição da família e do casamento". Restrição de associação: A "Lei de Associações Públicas" proíbe a operação de ONGs não registradas. Tentativas de associações para registrar grupos LGBT não tiveram sucesso. | Mudança de nome e registro de sexo sem a necessidade de cirurgias prévias. |
| Cazaquistão (O país tem sua maior parte, incluindo sua capital Astana, localizada na Ásia).                                                                                              | Legal desde 1998 | No                                                            | No                                    | No                                                          | No | / Lei contra a propaganda homossexual, declarada inconstitucional. Restrição de associação: A Lei da "Assembleia Pública" estabelece que a formação e funcionamento de associações públicas LGBT, "violam os princípios morais ou de saúde dos cidadãos". Não são permitidas, por exemplo, a atividade de associações públicas não registradas. | Mudança de nome e sexo registrado após avaliação física e psiquiátrica, terapia hormonal e cirurgia de resignação sexual. (Apenas para maiores de 21 anos).                                 |
| Geórgia | Legal desde 2000 + Ass. decl. ONU | Não                                                           | Proibição constitucional desde 2018.  | Não                                                         | Sem dados | Proibição de todas as formas de discriminação violenta, pela orientação sexual e identidade de gênero. Proteção contra crimes de ódio motivados pela orientação sexual e identidade de gênero. | Transgêneros são reconhecidos após a cirurgia de adequação sexual. Requer esterilização e cirurgia.                                                                                         |
| Moldávia | Legal desde 1995 + Ass. decl. ONU | Não                                                           | Proibição constitucional desde 1994.  | Não                                                         | Sim | Proibição de discriminação no emprego com base na orientação sexual. Proteção contra discurso de ódio motivado por orientação sexual. (desde 2019). | Não requer mais esterilização ou cirurgia para mudança legal. (desde 2017). |
| Ossétia do Sul (República autônoma, independente de facto, localizada no norte da Geórgia. Independência reconhecida apenas pela Federação Russa. Território reivindicado pela Geórgia). | Legal desde 1991 | Não                                                           | Não                                   | Não                                                         | Sem dados | Não | Sem dados |
| Rússia (O país tem sua maior parte territorial, porém pouco povoada e desenvolvida, à leste dos Montes Urais, localizada na Ásia).                                                       | Masculino legal desde 1993 Feminino sempre foi legal Ilegal de facto na Chechênia, onde homossexuais são sequestrados e enviados para campos de concentração com base na sua orientação sexual. | Não                                                           | Proibição constitucional desde 2020.  | Não                                                         | Não | Restrição à liberdade de expressão: A lei que proíbe a promoção de relações sexuais não tradicionais entre menores, tem sido usada para processar várias pessoas desde à sua promulgação, incluindo ativistas, sites e meios de comunicação. Restrição de associação: A Lei "Agente Estrangeiro" foi usada por várias organizações LGBT, que foram multadas. Em 2019, um tribunal em São Petersburgo ordenou a dissolução da Rede LGBT Russa e da comunidade LGBT Russa por publicar informações para a comunidade. | Mudança de nome e sexo legalmente registrado. É necessário um diagnóstico psiquiátrico de transexualidade. Não há necessidade de cirurgia de redesignação de sexo ou permissão do tribunal. |
| Transnístria (Região autônoma, independente de facto, encravada entre a Moldávia e a Ucrânia. Território reivindicado pela Moldávia).                                                    | Legal desde 2002 | Não                                                           | Não                                   | Não                                                         | Sem dados | Não | Sem dados |
| Ucrânia | Legal desde 1991 + Ass. decl. ONU | Não                                                           | Proibição constitucional desde 1996.  | Indivíduos LGBT podem adotar, mas não casais do mesmo sexo. | Sim | Proibição da discriminação no emprego com base na orientação sexual e identidade de gênero. | Não requer mais esterilização ou cirurgia para mudança legal. (desde 2016). |

### Oceania

#### Australásia
| Direitos LGBT em:                                                                                                | Atos homossexuais são legais? | Reconhecimento de relacionamentos entre pessoas do mesmo sexo | Casamento entre pessoas do mesmo sexo                                                                             | Adoção por pessoas do mesmo sexo | Permite que homossexuais assumidos sirvam às forças armadas?                            | Anti-discriminação (orientação sexual) | Leis sobre identidade de gênero/expressão |
| --- | --- | --- | --- | --- | --------------------------------------------------------------------------------------- | --- | --- |
| Austrália (Incluindo os territórios externos: Ilha do Natal (Christmas), Ilhas Cocos (Keeling) e Ilha Norfolk ). | Legal em alguns estados e territórios desde 1975. Em todo o país desde 1997. (A Tasmânia foi o último estado a legalizar a homossexualidade). + Ass. decl. ONU | União Civil legal em: Tasmânia desde 2004; Austrália Meridional desde 2007; Vitória desde 2008; Nova Gales do Sul desde 2010; Queensland e Território da Capital Australiana desde 2012. | Legal desde 9 de dezembro de 2017.                                                                                | / Adoção permitida nos estados de: Austrália Ocidental desde 2002; Território da Capital Australiana desde 2004; Nova Gales do Sul desde 2010; Tasmânia desde 2013; Vitória e Queensland desde 2016; Austrália Meridional desde 2017 e Território do Norte desde 2018. | Legal para lésbicas, gays e bissexuais desde 1992. Transexuais podem servir desde 2010. | Proibição de todas as formas de discriminação com base na orientação sexual e identidade de gênero.                                                                  | Mudança legal de nome e sexo registrado, os requisitos variam de acordo com o estado. A opção " X " está incluída nos passaportes. Registro sem gênero específico reconhecido pela Suprema Corte da Austrália. |
| Nova Zelândia | Legal desde 1986 + Ass. decl. ONU | Coabitação não registrada desde 2002. União Civil desde 2005. | Legal desde 19 de agosto de 2013. (Primeiro país da Oceania a legalizar o casamento entre pessoas do mesmo sexo). | Legal desde 2013 | Legal desde 1993 (inclui pessoas transgênero).                                          | Proibição de todas as formas de discriminação com base na orientação sexual. Proteção contra crimes de ódio motivados pela orientação sexual e identidade de gênero. | Registro de mudança de sexo após intervenção médica ou cirurgia de redesignação de sexo. É necessária permissão judicial. Incluiu a opção " X " em passaportes. Opção sexo indeterminado para crianças intersexuais. Incluiu a categoria de gênero diverso nas informações públicas de coleta de dados. (desde 2015). |

#### Melanésia
| Direitos LGBT em:                                                                                  | Atos homossexuais são legais? | Reconhecimento de relacionamentos entre pessoas do mesmo sexo | Casamento entre pessoas do mesmo sexo | Adoção por pessoas do mesmo sexo | Permite que homossexuais assumidos sirvam às forças armadas? | Anti-discriminação (orientação sexual) | Leis sobre identidade de gênero/expressão |
| -------------------------------------------------------------------------------------------------- | --- | ------------------------------------------------------------- | ------------------------------------- | -------------------------------- | ------------------------------------------------------------ | --- | --- |
| Fiji                                                                                               | Legal desde 2010 + Ass. decl. ONU | No                                                            | No                                    | No                               | No                                                           | Proibição constitucional de todas as formas de discriminação com base na orientação sexual, identidade e expressão de gênero. (desde 2013). Proibição da discriminação no emprego com base na orientação sexual. (desde 2007). Restrição de associação: Grupos LGBT não podem se registrar sob a "Lei de Relações de Confiança e de Caridade", devido ao escopo limitado do que constitui um "propósito de caridade". | No |
| Ilhas Salomão                                                                                      | Ilegal (Penalidade: até 14 anos de reclusão). (não aplicada). | No                                                            | No                                    | No                               | Sem forças armadas.                                          | No | No |
| Indonésia (O país possui a parte ocidental da Ilha de Nova Guiné, que está localizada na Oceania). | Legal desde 1976 (Em território nacional). Discrepância na idade de consentimento. Ilegal em: Província de Aceh, Sumatra do Sul e na cidade de Palembang. (Apenas para muçulmanos). + Ass. decl. ONU | No                                                            | No                                    | No                               | No                                                           | Restrição à liberdade de expressão: Todas as empresas de radiodifusão estão proibidas de representar a diversidade sexual e de gênero entre os homens. Programas de rádio e televisão que "promovam" o estilo de vida LGBT também são proibidos. | Mudança de nome e sexo registrado possível sob requisitos proibitivos. É necessária permissão judicial. (Lei não específica para pessoas trans). |
| Nova Caledônia (Coletividade de ultramar da França).                                               | Legal (No território, nunca existiram leis contra a atividade sexual entre pessoas do mesmo sexo). + Ass. decl. ONU                                                                                  | Pacto civil de solidaridade desde 1999.                       | Legal desde 2013                      | Legal desde 2013                 | França é responsável pela defesa.                            | Proibição de todas as formas de discriminação com base na orientação sexual e identidade de gênero. | Sob à lei francesa. |
| Papua-Nova Guiné                                                                                   | Masculino ilegal (Penalidade: de 3 a 14 anos de reclusão). (não aplicada). Feminino sempre foi legal                                                                                                 | No                                                            | No                                    | No                               | No                                                           | No | No |
| Vanuatu                                                                                            | Legal desde 2007 (No país, nunca existiram leis contra a atividade sexual entre pessoas do mesmo sexo). + Ass. decl. ONU                                                                             | No                                                            | No                                    | No                               | Sem forças armadas.                                          | Proibição de discriminação no emprego com base na orientação sexual. (desde 2013). | No |

#### Micronésia
| Direitos LGBT em:                                                  | Atos homossexuais são legais?                                                             | Reconhecimento de relacionamentos entre pessoas do mesmo sexo | Casamento entre pessoas do mesmo sexo | Adoção por pessoas do mesmo sexo | Permite que homossexuais assumidos sirvam às forças armadas? | Anti-discriminação (orientação sexual) | Leis sobre identidade de gênero/expressão                                                                |
| ------------------------------------------------------------------ | ----------------------------------------------------------------------------------------- | ------------------------------------------------------------- | ------------------------------------- | -------------------------------- | ------------------------------------------------------------ | --- | --- |
| Estados Federados da Micronésia                                    | Legal + Ass. decl. ONU                                                                    | No                                                            | No                                    | No                               | Sem forças armadas.                                          | Proibição de todas as formas de discriminação com base na orientação sexual. (desde 2018). | No |
| Guam (Território não incorporado dos EUA).                         | Legal desde 1978 + Ass. decl. ONU                                                         | Legal desde 2015                                              | Legal desde 2015                      | Legal desde 2002                 | Estados Unidos responsáveis pela defesa.                     | Proibição da discriminação no emprego com base na orientação sexual, identidade e expressão de gênero. Proteção, pela legislação estadunidense, contra crimes de ódio motivados por orientação sexual e identidade de gênero. | Tem permissão para mudar legalmente de sexo, mas, requer cirurgia de redesignação de sexo.               |
| Ilhas Marianas Setentrionais (Território não incorporado dos EUA). | Legal desde 1983 + Ass. decl. ONU                                                         | Legal desde 2015                                              | Legal desde 2015                      | Legal desde 2015                 | Estados Unidos responsáveis pela defesa.                     | Proteção, pela legislação estadunidense, contra crimes de ódio motivados por orientação sexual e identidade de gênero. | Tem permissão para mudar legalmente de sexo, mas, requer cirurgia de redesignação de sexo. (desde 2007). |
| Ilhas Marshall                                                     | Legal desde 2005 + Ass. decl. ONU                                                         | No                                                            | No                                    | No                               | Sem forças armadas.                                          | Proibição de todas as formas de discriminação com base na orientação sexual e identidade de gênero. (desde 2019). | No |
| Nauru                                                              | Legal desde 2016 + Ass. decl. ONU                                                         | No                                                            | No                                    | No                               | Sem forças armadas.                                          | No | No |
| Palau                                                              | Legal desde 2014 + Ass. decl. ONU                                                         | No                                                            | Proibição constitucional desde 2008.  | No                               | Sem forças armadas.                                          | No | No |
| Kiribati                                                           | Masculina ilegal (Penalidade: de 5 a 14 anos de reclusão). (não aplicada). Feminina legal | No                                                            | No                                    | No                               | Sem forças armadas.                                          | Proibição de discriminação no emprego com base na orientação sexual. | No |

#### Polinésia
| Direitos LGBT em:                                                     | Atos homossexuais são legais? | Reconhecimento de relacionamentos entre pessoas do mesmo sexo | Casamento entre pessoas do mesmo sexo                                                          | Adoção por pessoas do mesmo sexo | Permite que homossexuais assumidos sirvam às forças armadas? | Anti-discriminação (orientação sexual) | Leis sobre identidade de gênero/expressão |
| --------------------------------------------------------------------- | --- | ------------------------------------------------------------- | ---------------------------------------------------------------------------------------------- | -------------------------------- | ------------------------------------------------------------ | --- | --- |
| Havaí (Estado constituinte dos Estados Unidos).                       | Legal desde 1972 | Legal desde 1997                                              | Legal desde 2013                                                                               | Legal desde 2012                 | Estados Unidos responsáveis pela defesa.                     | Proíbe toda discriminação anti-gay, assim como na legislação dos EUA.                                                                                        | Conforme legislação dos EUA. |
| Ilhas Cook (Estado autônomo em associação livre com a Nova Zelândia). | Masculino ilegal (Penalidade: de 5 a 14 anos de reclusão). (não aplicada). Legalização proposta. Feminino legal + Ass. decl. ONU | No                                                            | No                                                                                             | No                               | Nova Zelândia responsável pela defesa.                       | Proibição de discriminação no emprego com base na orientação sexual. (desde 2013).                                                                           | No |
| Ilha de Páscoa (Rapa Nui) (Território especial do Chile).             | Legal desde 1999 Discrepância na idade de consentimento. + Ass. decl. ONU                                                        | União Civil desde 2015                                        | Legal desde 2022                                                                               | Legal desde 2022                 | Chile responsável pela defesa.                               | Proíbe toda discriminação antigay. | Mudança de nome e sexo de registro. (desde 1974). Não há necessidade de permissão judicial ou outro requisito proibitivo. (desde 2019).                   |
| Ilhas Picárnia (Pitcairn) (Território ultramarino do Reino Unido).    | Legal desde 2001 + Ass. decl. ONU                                                                                                | Legal desde 2015                                              | Legal desde 2015                                                                               | Legal desde 2015                 | Reino Unido responsável pela defesa.                         | Proibição constitucional de toda discriminação antigay. | No |
| Niuê (Estado autônomo em associação livre com a Nova Zelândia).       | Legal desde 2007 + Ass. decl. ONU                                                                                                | No                                                            | No                                                                                             | No                               | Nova Zelândia responsável pela defesa.                       | No | No |
| Polinésia Francesa (Coletividade de ultramar da França).              | Legal (No território, nunca existiram leis contra a atividade sexual entre pessoas do mesmo sexo). + Ass. decl. ONU              | Pacto civil de solidariedade desde 1999.                      | Legal desde 2013                                                                               | Legal desde 2013                 | França responsável pela defesa.                              | Proíbe toda discriminação antigay. | Sob à lei francesa. |
| Samoa                                                                 | Masculino ilegal (Penalidade: de 5 a 7 anos de reclusão). (não aplicada). Feminino sempre foi legal + Ass. decl. ONU             | No                                                            | No                                                                                             | No                               | Sem forças armadas.                                          | Proibição de discriminação no emprego com base na orientação sexual. Proteção contra crimes de ódio motivados pela orientação sexual e identidade de gênero. | / Samoa tem uma grande comunidade transgênero ou "terceiro gênero" chamada Fa'afafine. Eles são uma parte reconhecida dos costumes tradicionais de Samoa. |
| Samoa Americana (Território não incorporado dos Estados Unidos).      | Legal desde 1980 + Ass. decl. ONU                                                                                                | No                                                            | Único território dos Estados Unidos que não reconhece o casamento entre pessoas do mesmo sexo. | No                               | Estados Unidos responsáveis pela defesa.                     | Proíbe toda discriminação antigay, assim como na legislação dos EUA.                                                                                         | Sob à lei estadunidense. |
| Tonga                                                                 | Masculino ilegal (Penalidade: até 10 anos de reclusão). (não aplicada). Feminino sempre foi legal                                | No                                                            | No                                                                                             | No                               | No                                                           | Proibição de algumas formas de discriminação com base na orientação sexual.                                                                                  | No |
| Tokelau (Território dependente da Nova Zelândia).                     | Legal desde 2007 + Ass. decl. ONU                                                                                                | No                                                            | No                                                                                             | No                               | Nova Zelândia responsável pela defesa.                       | No | No |
| Tuvalu                                                                | Masculino ilegal (Penalidade: até 14 anos de reclusão). (não aplicada). Feminino legal + Ass. decl. ONU                          | No                                                            | No                                                                                             | No                               | Sem forças armadas.                                          | Proibição de discriminação no emprego com base na orientação sexual. (desde 2017).                                                                           | No |
| Wallis e Futuna (Coletividade de ultramar da França).                 | Legal (No território, nunca existiram leis contra a atividade sexual entre pessoas do mesmo sexo). + Ass. decl. ONU              | Pacto civil de solidariedade desde 1999.                      | Legal desde 2013.                                                                              | Legal desde 2013.                | França responsável pela defesa.                              | Proíbe toda discriminação antigay. | Sob à lei francesa. |